# پونتیاک

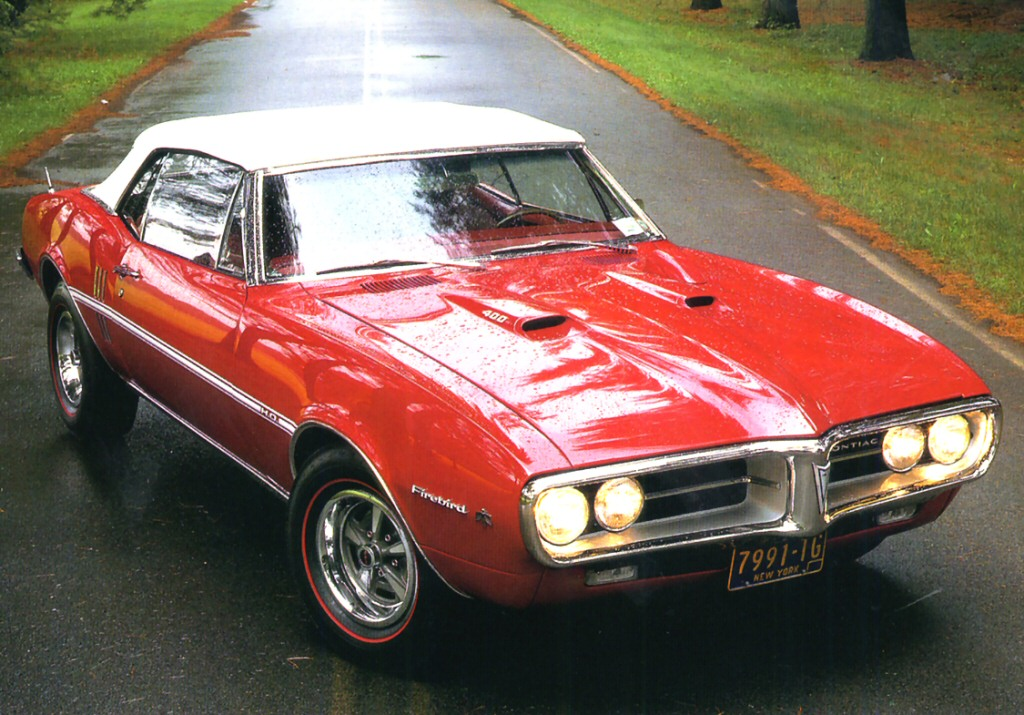
پونتیاک فایربرد مدل ۱۹۶۷

پونتیاک (به انگلیسی: Pontiac) شرکت خودروسازی آمریکایی است، که در سال ۱۹۲۶ فعالیت اصلی خود در صنعت خودروسازی را به‌عنوان شرکت زیرمجموعه‌ای از شرکت اوکلند موتور، که خود از شرکت‌های تابعه کمپانی جنرال موتورز به‌شمار می‌آمد، آغاز نمود.
در سال‌های نخست فعالیت پونتیاک در صنعت خودروسازی آنچنان موفق عمل کرد، که از شرکت مالک خود؛ اوکلند نیز مشهورتر گشت، تا جایی‌که در سال ۱۹۳۳ جایگزین اوکلند شد. شرکت پونتیاک خودروهای تولیدی خود را در کشورهای ایالات متحده آمریکا، کانادا و مکزیک، با مدیریت جنرال موتورز عرضه می‌کرد.
در تاریخ ۲۷ آوریل ۲۰۰۹ در پی مشکلات مالی به وجود آمده که حاصل بازسازی و تجدید ساختار شرکت پونتیاک بود، جنرال موتورز اعلام نمود که تا پایان سال ۲۰۱۰ تولید خودروهای پونتیاک متوقف خواهد شد و این کمپانی نیروی خود را بر تولید خودروهای شورولت، بیوک، کادیلاک و جی‌ام‌سی متمرکز خواهد کرد. آخرین خودروی پونتیاک در اوایل سال ۲۰۱۰ تولید و در ۳۱ اکتبر ۲۰۱۰ نیز آخرین نمایندگی فروش این شرکت، تعطیل شد.

## تاریخچه

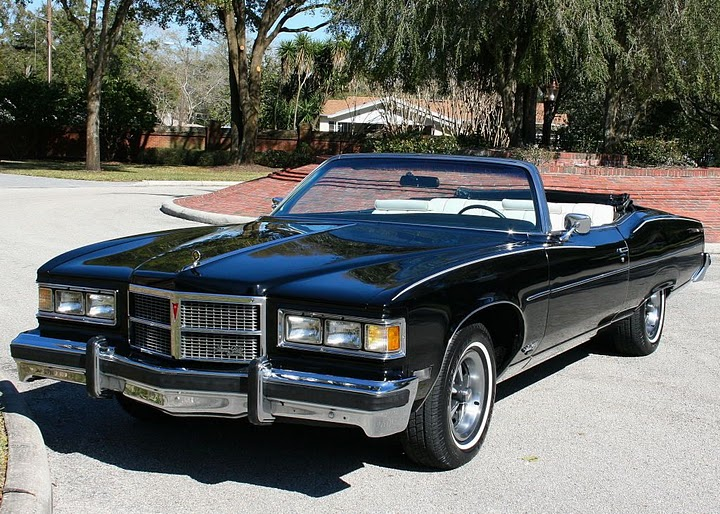
پونتیاک گراند ویل

### ۱۸۹۹ تا ۱۹۰۷
در سال ۱۸۹۹ کارخانه تولید واگن و فنر پونتیاک توسط آلبرت نورث و هری همیلتون تأسیس گردید. شش سال بعد، در ۱۹۰۵ این کمپانی با خریداری شرکت رپید تراک، که بخش تولید کامیون شرکت خودروسازی رپید موتور محسوب می‌شد، تولید کامیون‌های سبک را آغاز کرد. در سال ۱۹۰۷ همیلتون و نورث تصمیم به تولید خودروهای سواری گرفتند.

### ۱۹۰۷ تا ۱۹۲۶

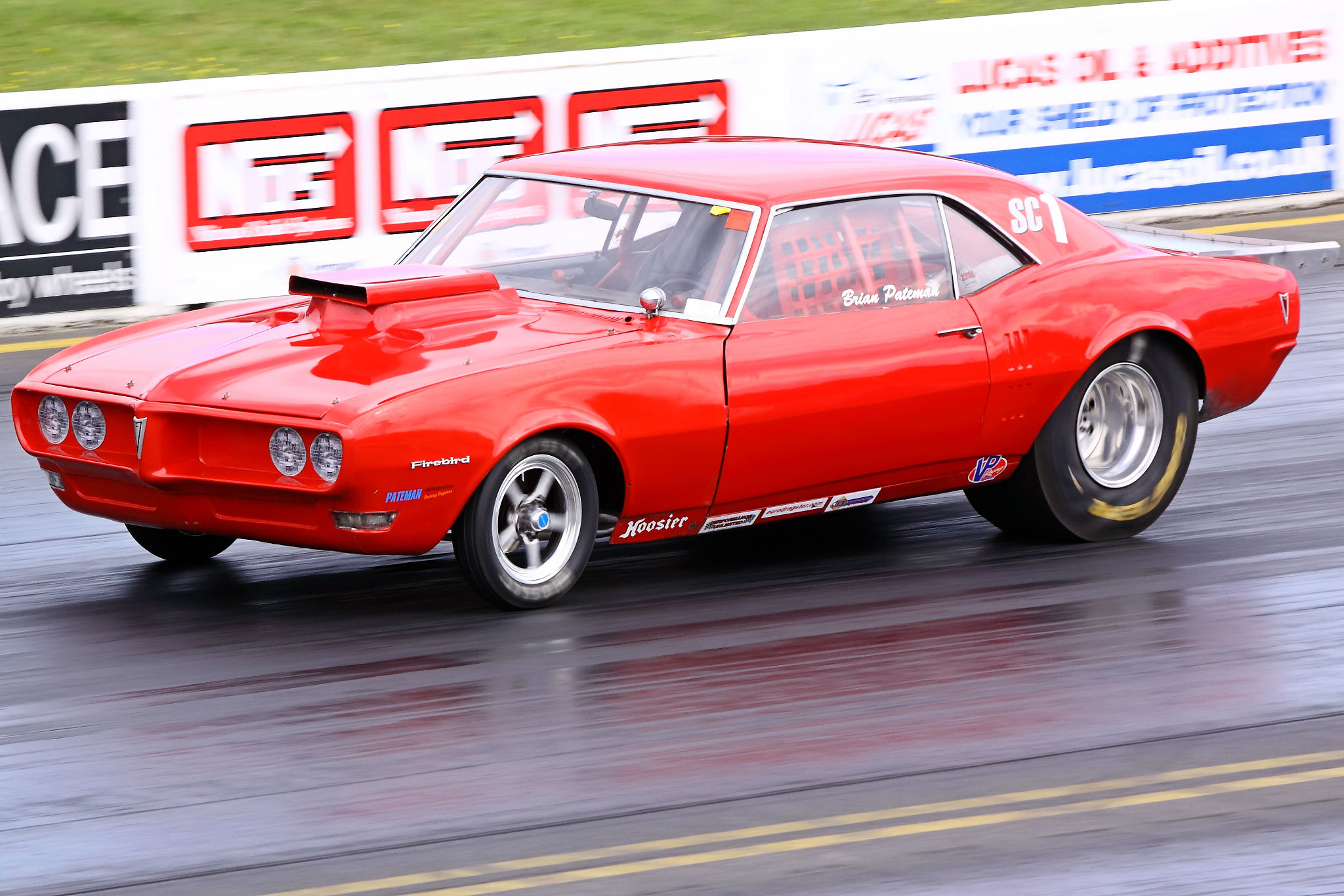
خودروی بازسازی شده از پونتیاک فایربرد در سال ۲۰۱۰

اولین اتومبیل پونتیاک در سال ۱۹۰۷ تولید شد و مورد توجه و استقبال علاقه‌مندان صنعت خودروسازی قرار گرفت.
شرکت خودروسازی اوکلند موتور که در تاریخ ۲۸ اوت ۱۹۰۷ توسط ادوارد مورفی تأسیس شده بود، در ماه نوامبر سال ۱۹۰۸ با بخش خودروسازی شرکت پونتیاک ادغام گردید و در پی آن، شرکت تازه تأسیس، اقدام به تولید خودرو، تحت برند اوکلند نمود.
در ژانویه سال ۱۹۰۹، مدیرعامل وقت جنرال موتورز؛ ویلیام سی. دورانت ۵۰٪ درصد از سهام اوکلند موتور را خریداری کرد. یک سال بعد ۵۰٪ درصد دیگر سهام نیز پس از درگذشت ادوارد مورفی، رئیس شرکت اوکلند، به جنرال موتورز واگذار شد، که با تغییر مدیریت شرکت، نام اتومبیل‌های تولیدی این زیرمجموعه، مجدداً به پونتیاک تغییر پیدا کرد.

### ۱۹۲۶ تا ۱۹۴۲

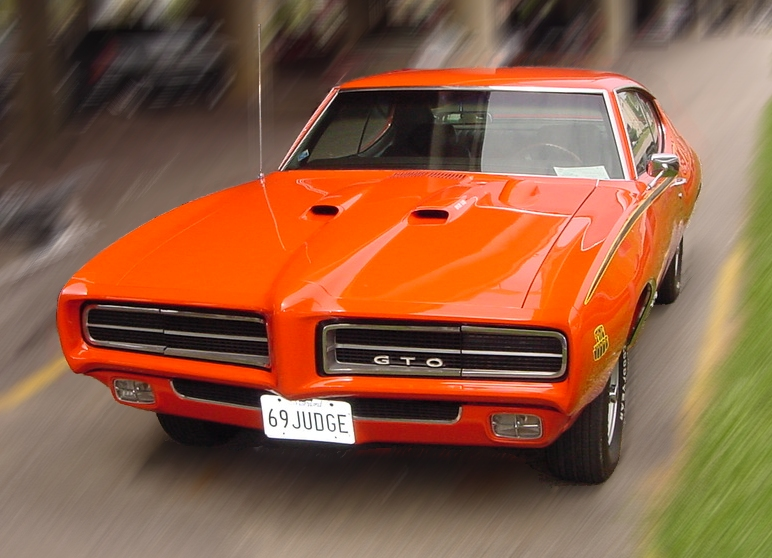
پونتیاک جی‌تی‌او مدل سال ۱۹۶۹

اولین مدل با مدیریت جنرال موتورز؛ پونتیاک سیکس نام داشت، که در سال ۱۹۲۶ تولید شد. تا سال ۱۹۲۹ شمار دویست هزار دستگاه از این خودرو به فروش رسید. در طول بحران‌های اقتصادی آمریکا در دهه ۱۹۳۰ این کمپانی نیز مانند مابقی کارخانجات خودروسازی از فروش پایینی برخوردار بود، اما با حمایت‌های کمپانی جنرال موتورز توانست به راه خود ادامه دهد.
پونتیاک در طول فعالیت تحت مدیریت جی‌ام، در سال‌های نخست، از مالک اصلی خود؛ اوکلند پیشی گرفت، بگونه‌ای که در اوایل دهه ۱۹۳۰ تمامی تلاش آن بر ابقای کمپانی اوکلند، مؤثر واقع نشد و اوکلند در سال ۱۹۳۳ منحل اعلام شد و پونتیاک به‌طور مستقیم، زیرمجموعه‌ای از جنرال موتورز گردید.
در سال ۱۹۳۴، مدل پونتیاک ایت با طرحی بسیار خوب ارائه شد که از این اتومبیل نیز تا سال ۱۹۳۷، تعداد ۲۰۰ هزار دستگاه به فروش رفت. این خودرو تا اواسط دهه ۱۹۴۰ یکی از بهترین تولیدات در ایالات متحده آمریکا محسوب می‌شد. یکی از علل موفقیت این خودرو، موتور هشت سیلندر آن بود. این موتور ۸ سیلندر بسیار قوی‌تر از موتورهای هشت سیلندر وی۸ کار می‌کرد. در ضمن از موتورهای شش سیلندر تولید شده در این کمپانی نیز، در خودروهای شورولت استفاده می‌شد. اگرچه این کمپانی به علت سوددهی بیشتر، از قسمت‌هایی از بدنه اتومبیل‌های دیگر کارخانه‌ها، استفاده می‌کرد. با این وجود محصولات آن در مقایسه با تولیدات شرکت‌های دیگر، کاملاً متفاوت بود.

### ۱۹۴۲ تا ۱۹۵۵
از سال ۱۹۴۲ با وقوع جنگ جهانی دوم، پونتیاک برای مدت ۷ سال، تولیداتش را متوقف کرد و همانند کلیه شرکت‌های خودروسازی، اقدام به ساخت تجهیزات دفاعی و خودروهای نظامی نمود.
نخستین اتومبیل پونتیاک که پس از جنگ جهانی دوم طراحی شد، خودروی سایز بزرگ پونتیاک چیفتن بود، که در ۱۹۴۹ وارد بازار شد. سپس پونتیاک کاتالینا؛ در ۱۹۵۰ و پونتیاک پث‌فایندر؛ در ۱۹۵۳ عرضه شدند. یک سال بعد، در ۱۹۵۴ نیز پونتیاک استارچیف تولید گردید.

### ۱۹۵۵ تا ۱۹۷۰

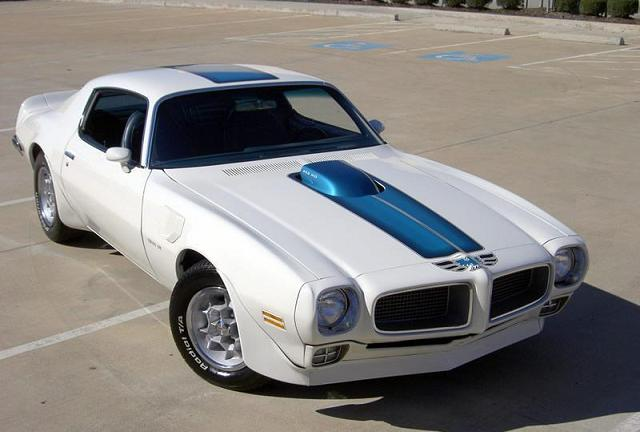
پونتیاک ترنس ای‌ام

در اواسط دهه ۱۹۵۰، این شرکت اتومبیل‌هایی تمام هیدرولیک و کاملاً اتوماتیک را تولید کرد و در سال ۱۹۵۵ نیز توانست با بهره‌گیری از موتور جدید هشت سیلندر وی۸ و استفاده از نیروی برق ۱۲ ولت، فروش خود را به ۵۳٫۰۰۰ دستگاه در سال برساند.
در اواخر دهه ۱۹۵۰ اتومبیل‌های شرکت پونتیاک پهن‌تر، کشیده‌تر و کم‌ارتفاع‌تر بودند، که نخستین مدل از این کلاس، پونتیاک پاریسین بود و در سال ۱۹۵۸ عرضه شد. مدل پونتیاک تمپست محصول سال ۱۹۶۱، خودرویی چهار سیلندر با بازدهی بسیار بالا بود.
یک سال بعد، در ۱۹۶۲ شرکت اقدام به تولید مدل پونتیاک گراند پریکس نمود، که نه تنها بهترین خودروی سال ۱۹۶۲ گردید، بلکه تقاضا برای این خودرو بگونه‌ای بود، که تا سال ۲۰۰۸ برای ۴۶ سال به تولید و عرضه این مدل در قالب مدل‌های پونتیاک جی۸ و جی۶ در کشورهای ایالات متحده، کانادا و مکزیک ادامه داد.
پونتیاک در سال ۱۹۶۷ بعد از موفقیت فورد و شورولت در عرضه مدل‌های اسپورت، ساخت یک مدل جدید به نام پونتیاک فایربرد یا پرنده آتشین را شروع کرد. فایربرد از دو نوع موتور ۶ و ۸ سیلندر استفاده می‌کرد و از شاسی و بسیاری از قطعات شورولت کامارو بهره می‌برد.

### ۱۹۷۰ تا ۱۹۸۰

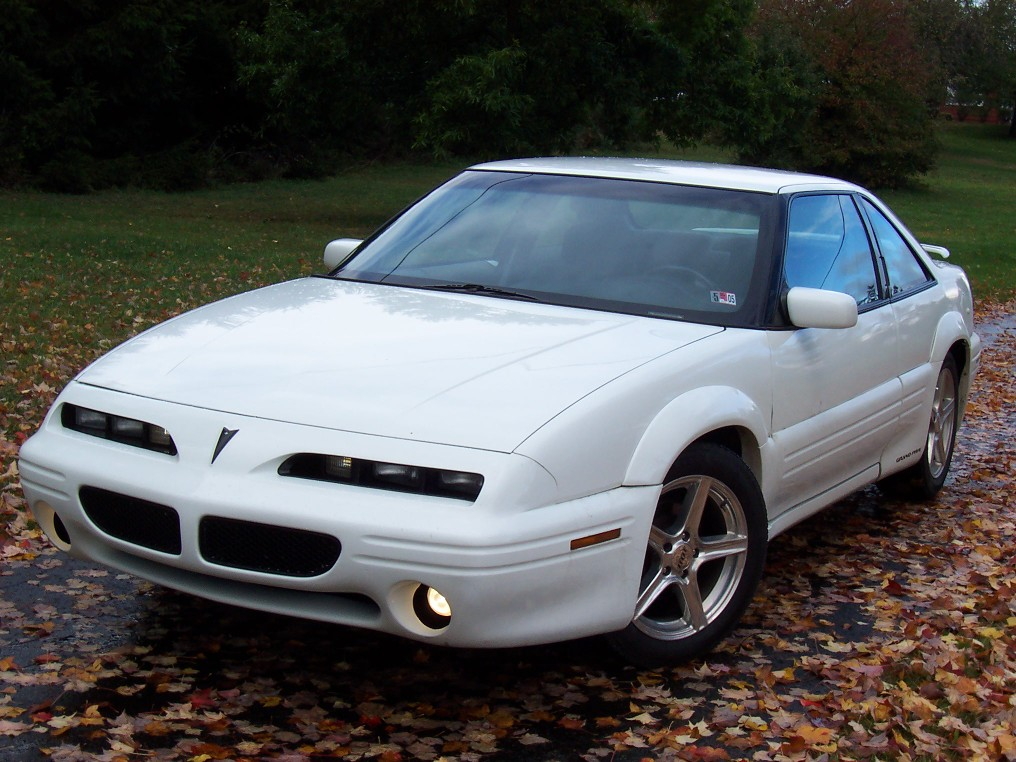
پونتیاک گراند پریکس

مدل پونتیاک فایربرد تا سال ۱۹۶۹ روی خط تولید بود، اما در سال ۱۹۷۰ که نسل دوم این مدل به بازار وارد شد، با خود، موجی از هیجان را در میان دوستداران سرعت به ارمغان آورد...!
بحران بنزین دهه ۱۹۷۰ باعث شد، تا کمپانی دچار مشکل در زمینه فروش خودروهایش شود. از خودروهای تولید شده در این دهه می‌توان به مدل پونتیاک ترنس اسپورت اشاره کرد، که بیشتر شبیه اتومبیل‌های اروپایی بود، تا مدل‌های قبلی پونتیاک. در ۱۹۷۱ پونتیاک گراند ویل ساخته شد.
سال ۱۹۷۲ بدترین سال برای پونتیاک و مدل فایربرد آن بود، پیش‌لرزه‌های بحران نفتی سال ۱۹۷۳ از یک سو، اعتصاب کارکنان جنرال موتورز که مدت ۱۷۴ روز به طول انجامید، از سوی دیگر، تولید پونتیاک را بشدت کاهش داد. در این سال رینگ‌های کاملاً جدید که از اشکال شش گوش شبیه لانه زنبور تشکیل شده بود، به بازار آمد.
در سال ۱۹۷۳ مدل‌های مختلف اتومبیل‌های آمریکایی کوچک‌تر شدند و دلیل آن هم بالا رفتن قیمت نفت بود. در این سال پونتیاک تغییرات مختصری در قسمت جلویی این مدل‌ها ایجاد کرد و موتورها نیز نسبت به سال‌های قبل، ضعیف‌تر شدند.
در سال‌های دهه ۱۹۷۰ در حالی که خودروهای آمریکایی به سوی ژاپنی شدن به پیش می‌رفتند، پونتیاک یک مدل افسانه‌ای به نام پونتیاک لمان به بازار ارائه کرد. این اتومبیل که در حقیقت یک خودروی مسابقه‌ای مناسب، برای استفاده در خیابان بود، کاملأ به وسیله دست ساخته می‌شد. کارخانه، قدرت آن را ۳۱۰ اسب بخار اعلام کرد، که البته در عمل میزان نیروی تولیدی، بالاتر از این میزان بود.

### ۱۹۸۰ تا ۱۹۹۰
پونتیاک با مدل لمان، به تنها سازنده اتومبیل‌های اسپورت اصیل آمریکایی تبدیل شد، زیرا تمام رقبا مدل‌های کوچک‌تری را معرفی کرده بودند. این کمپانی در دهه ۱۹۸۰ با شعار «ما هیجان را به شما هدیه می‌کنیم»، مدل دو سرنشینه پونتیاک فیرو را تولید کرد، که به خوبی گویای این شعار بود و با فائق آمدن بر مشکلات اقتصادی، توانست از فروش بالایی برخوردار شود.
در ۱۹۸۲ خودرو عضلانی در کلاس کوپه پونتیاک فایربرد (نسل سوم) تولید شد، که هرگز نتوانست موفقیت‌های نسل اول و دوم فایربرد را تکرار نماید. در سال ۱۹۸۴ خودروی اسپورت پونتیاک فیرو تولید شد. در ۱۹۸۹ نخستین خودروی مینی‌ون این شرکت؛ بنام پونتیاک ترنس اسپورت به بازار خودرو عرضه گردید.

### ۱۹۹۰ تا ۲۰۰۰
پونتیاک از سال ۱۹۹۶ شروع به بازیابی گذشته و تولید مدل‌های قدیمی خود کرد. در ۱۹۹۹ مینی‌ون پونتیاک مونتانا را ارائه کرد و در سال بعد، به بازسازی، توسعه و طراحی مجدد پونتیاک بونویل، بر مبنای بدنه اولدزموبیل پرداخت.

### ۲۰۰۰ تا ۲۰۱۰
در سال ۲۰۰۱ خودرو سایز متوسط در کلاس اس‌یووی کراس‌آور پونتیاک آزتک؛ در کارخانه راموس اریزپه، مکزیک ساخته شد. پونتیاک ویبه که یک خودروی کامپکت در کلاس هاچ‌بک بود، در سال ۲۰۰۲ ارائه گردید. پونتیاک جی۵ در ۲۰۰۴ تنها در بازار کانادا عرضه شد. در سال ۲۰۰۵ ابتدا این شرکت مدل اس‌یووی پونتیاک تورنت، سپس خودروی موتور جلو- محور عقب پونتیاک سالستیس را تولید کرد، که عرضه آن، تا ۲۰۰۹ ادامه داشت.
کمپانی پونتیاک با تولید خودروهای اسپورت خود، توانست به شهرتی جهانی دست یابد و تولیدات آن هنوز در لیست خودروهای مطرح جهان قرار دارد. در آوریل سال ۲۰۰۹ در پی تلاش‌های کم سود و مشکلات مالی، جنرال موتورز از قطع تولید پونتیاک در انتهای سال ۲۰۱۰ و تمرکز بر برندهای شورولت، کادیلاک، بیوک و جی‌ام‌سی خبر داد.

## نگارخانه

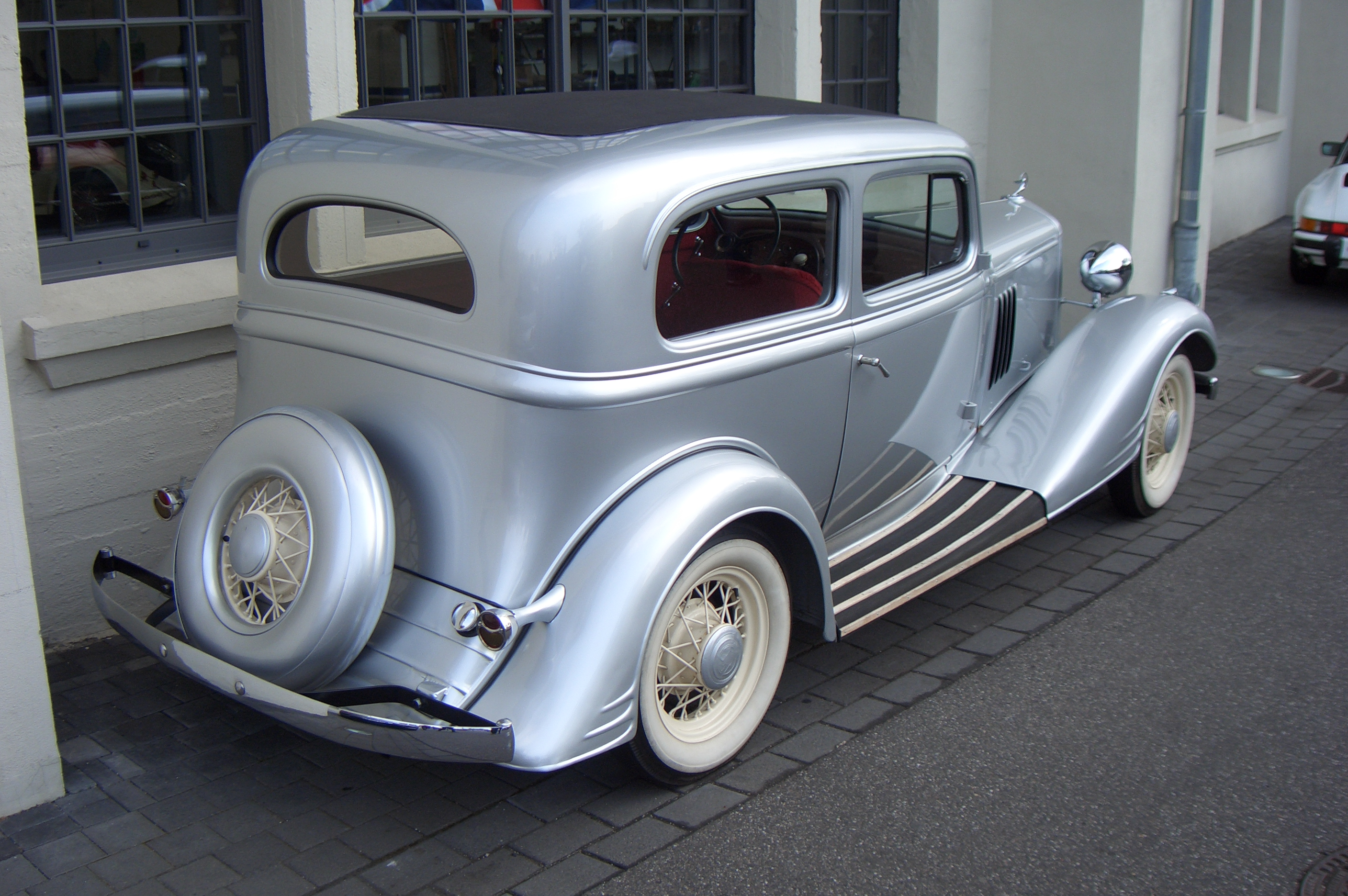
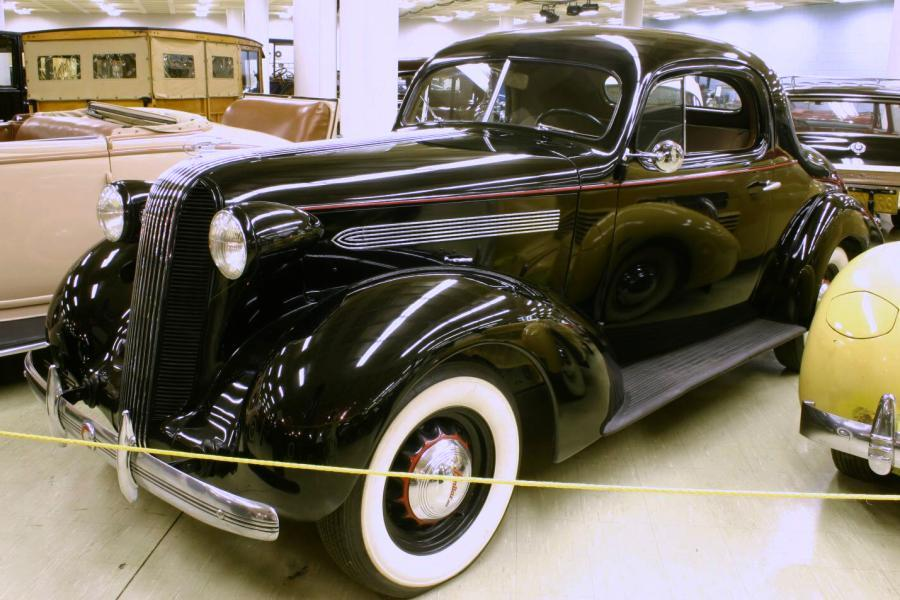
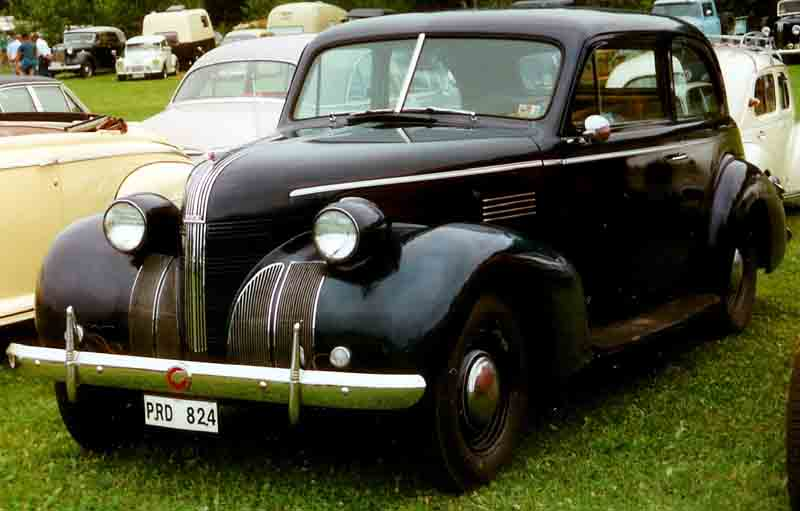
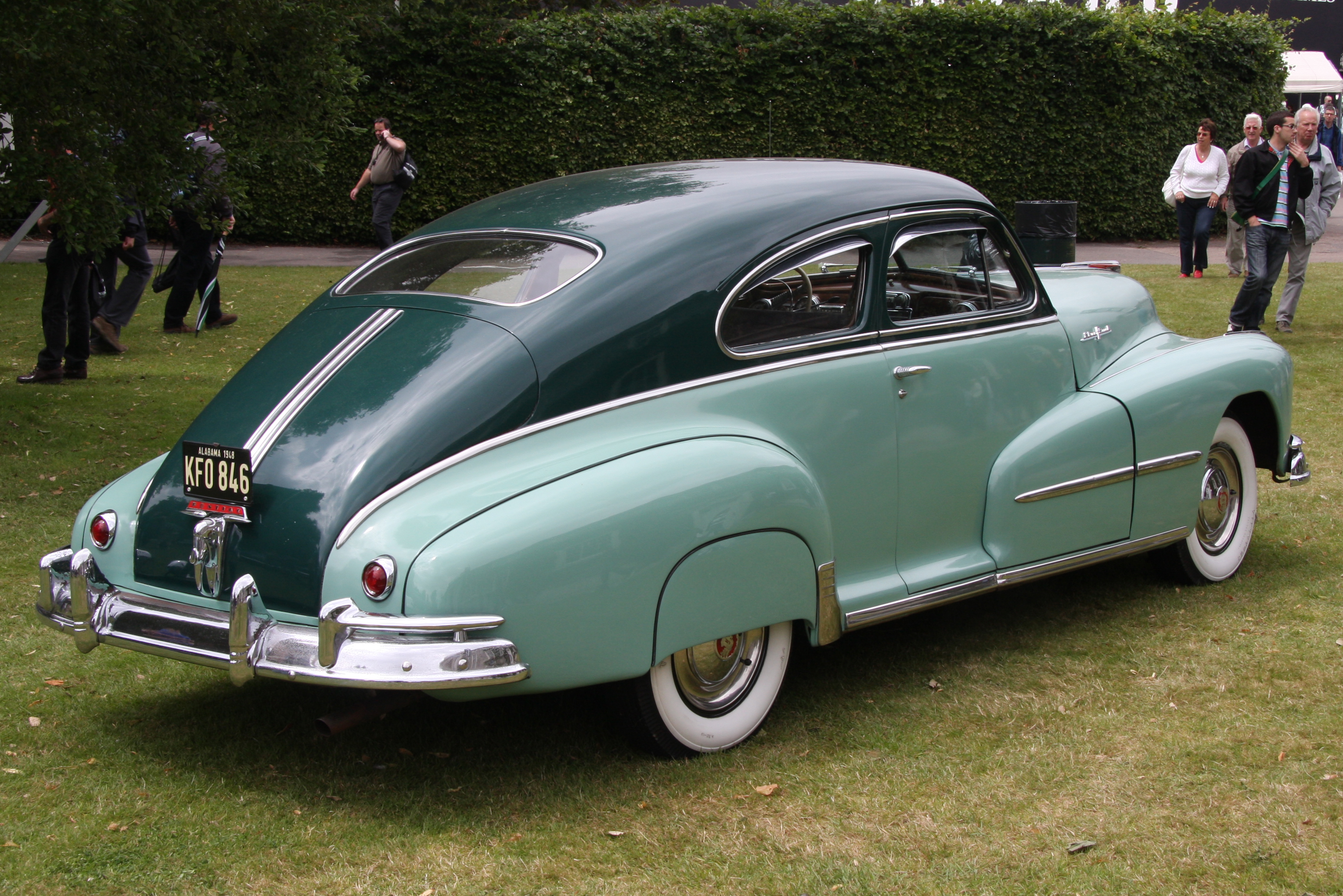
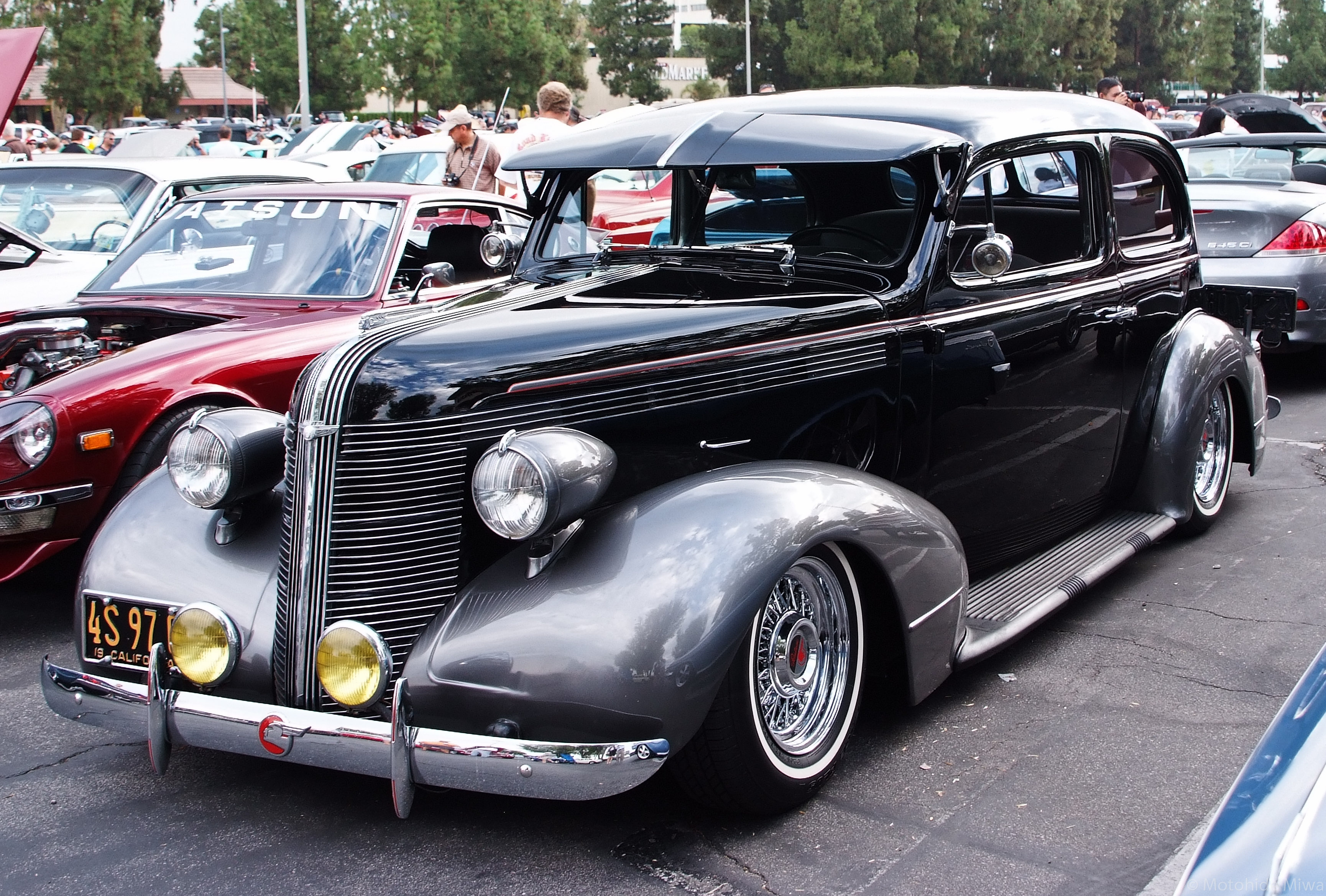
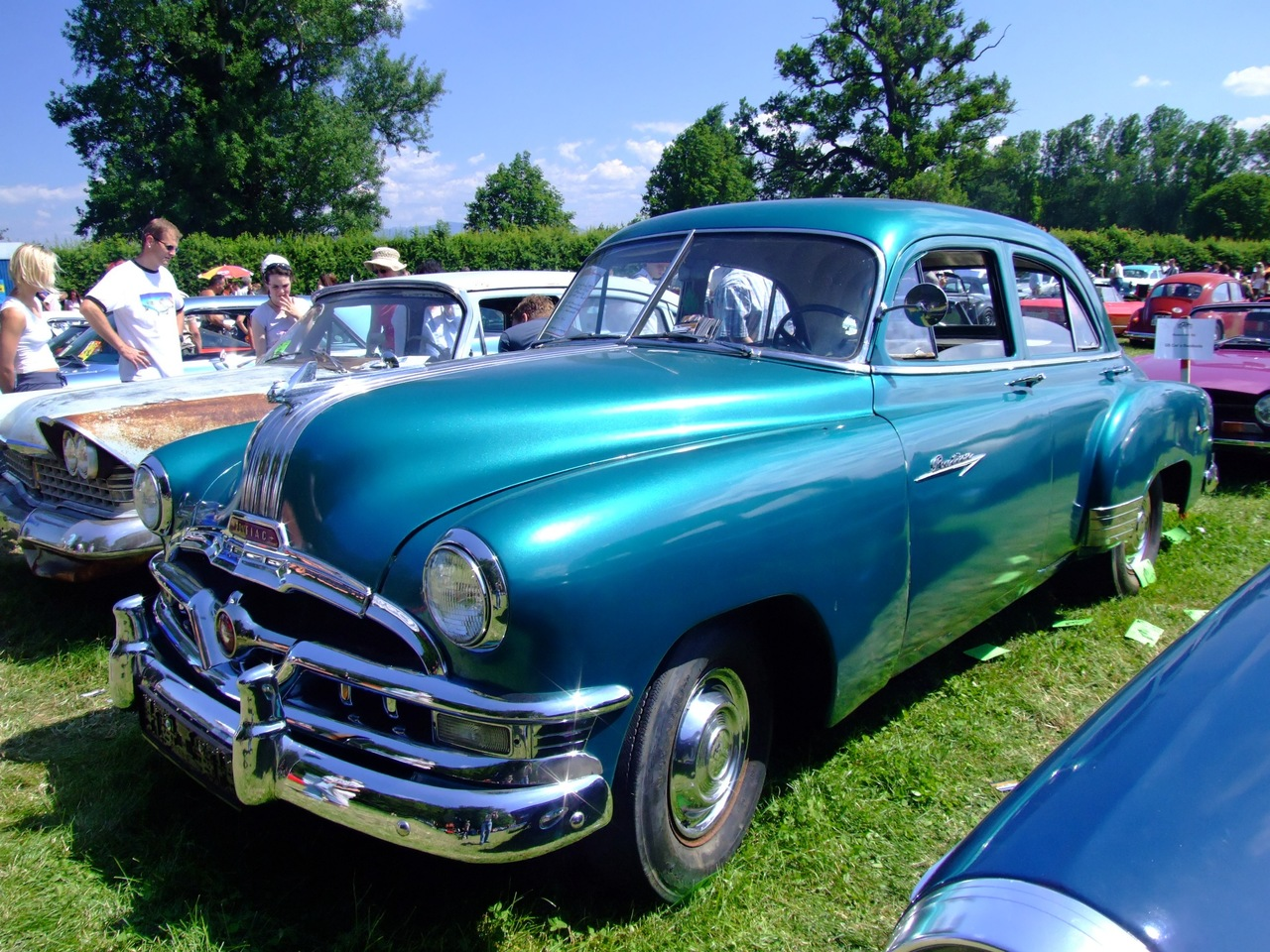
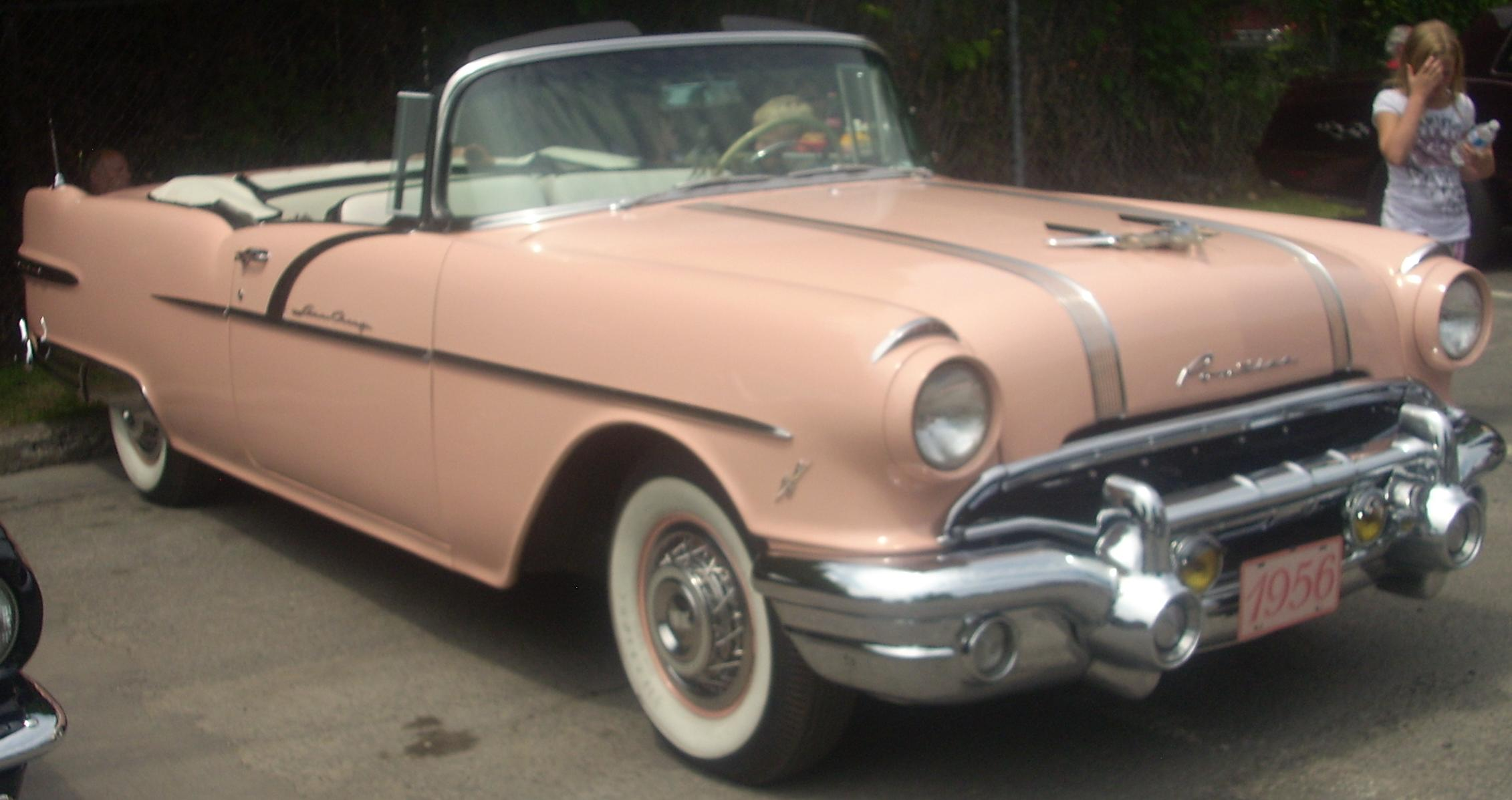
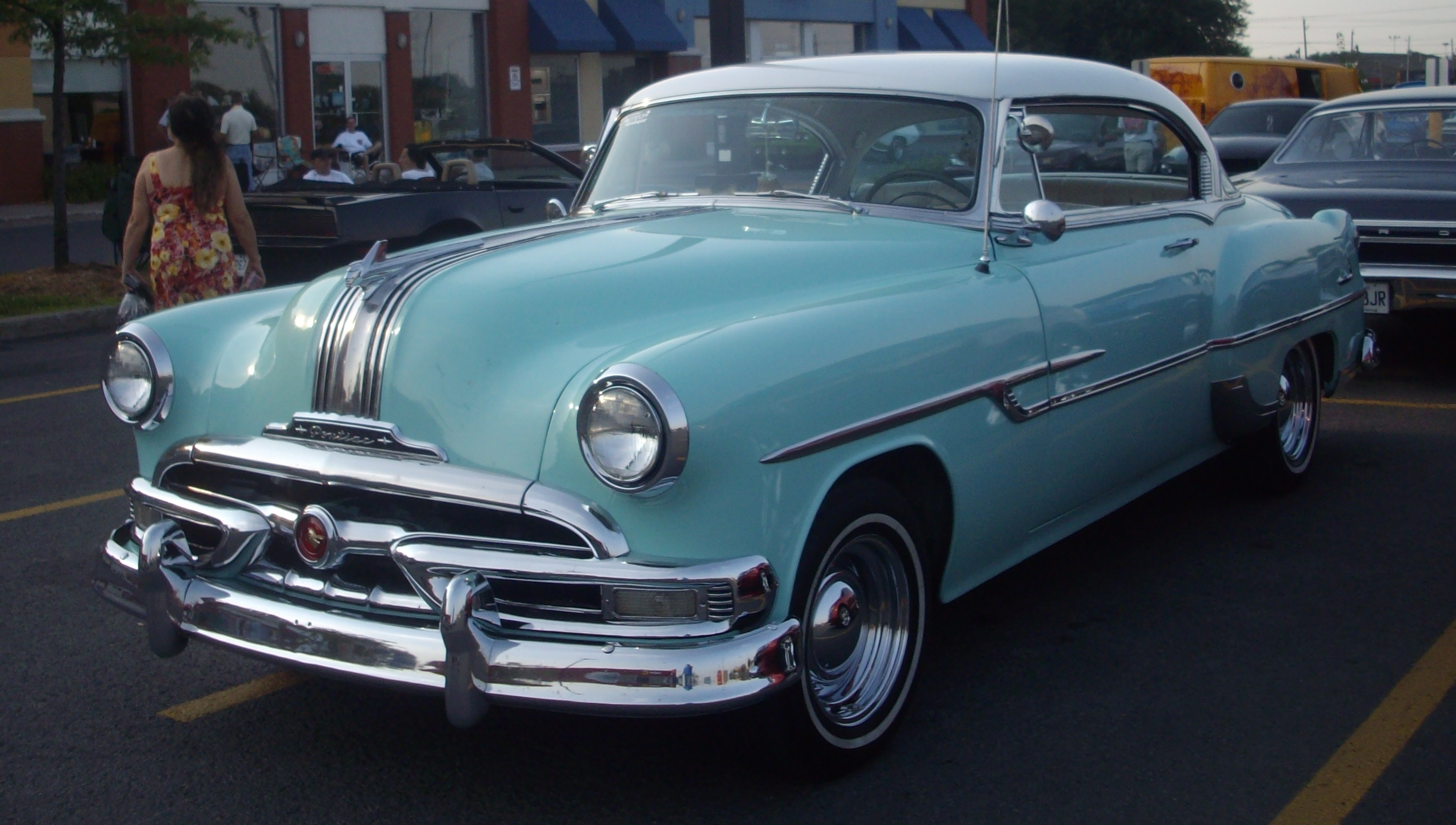
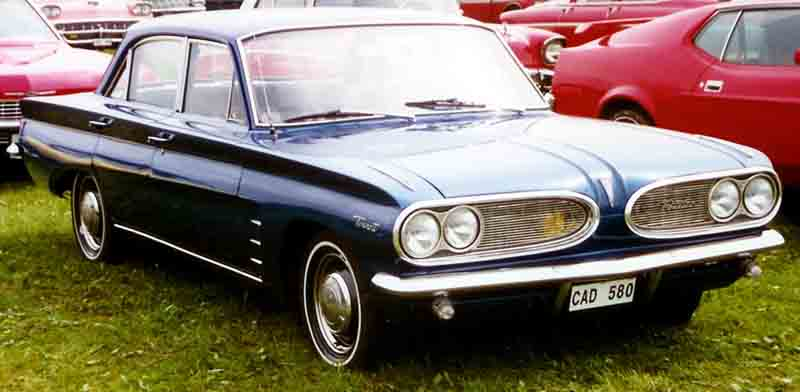
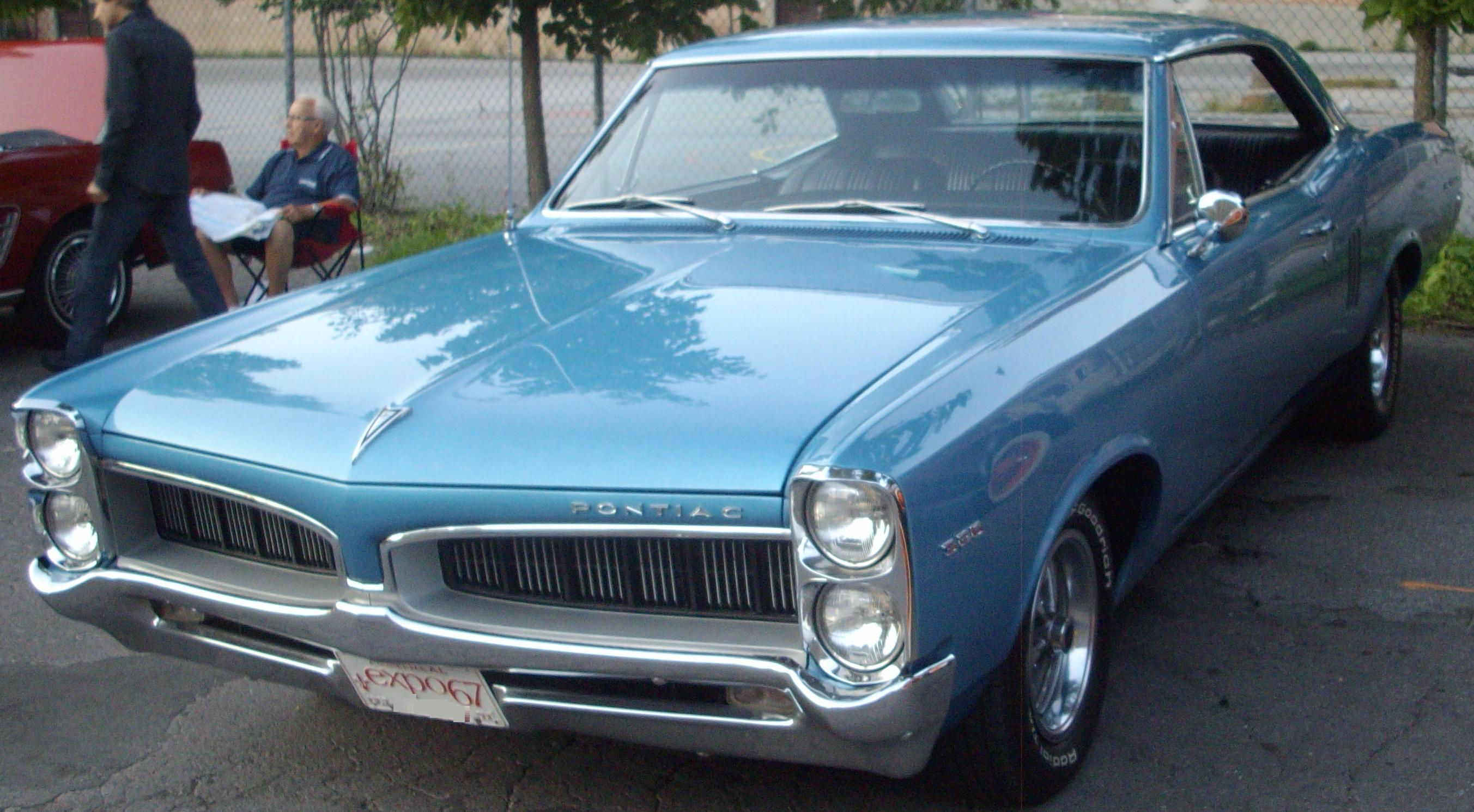
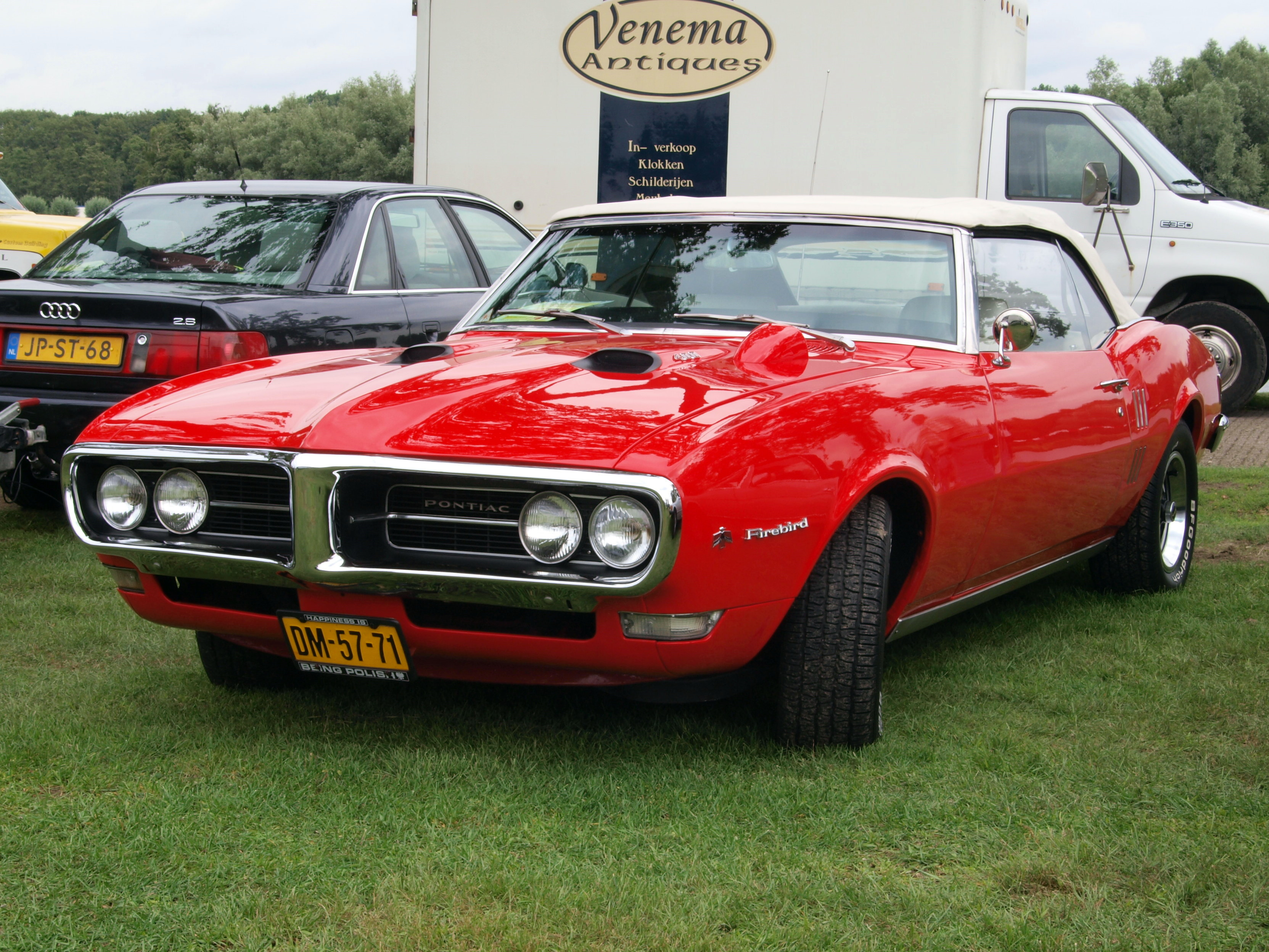
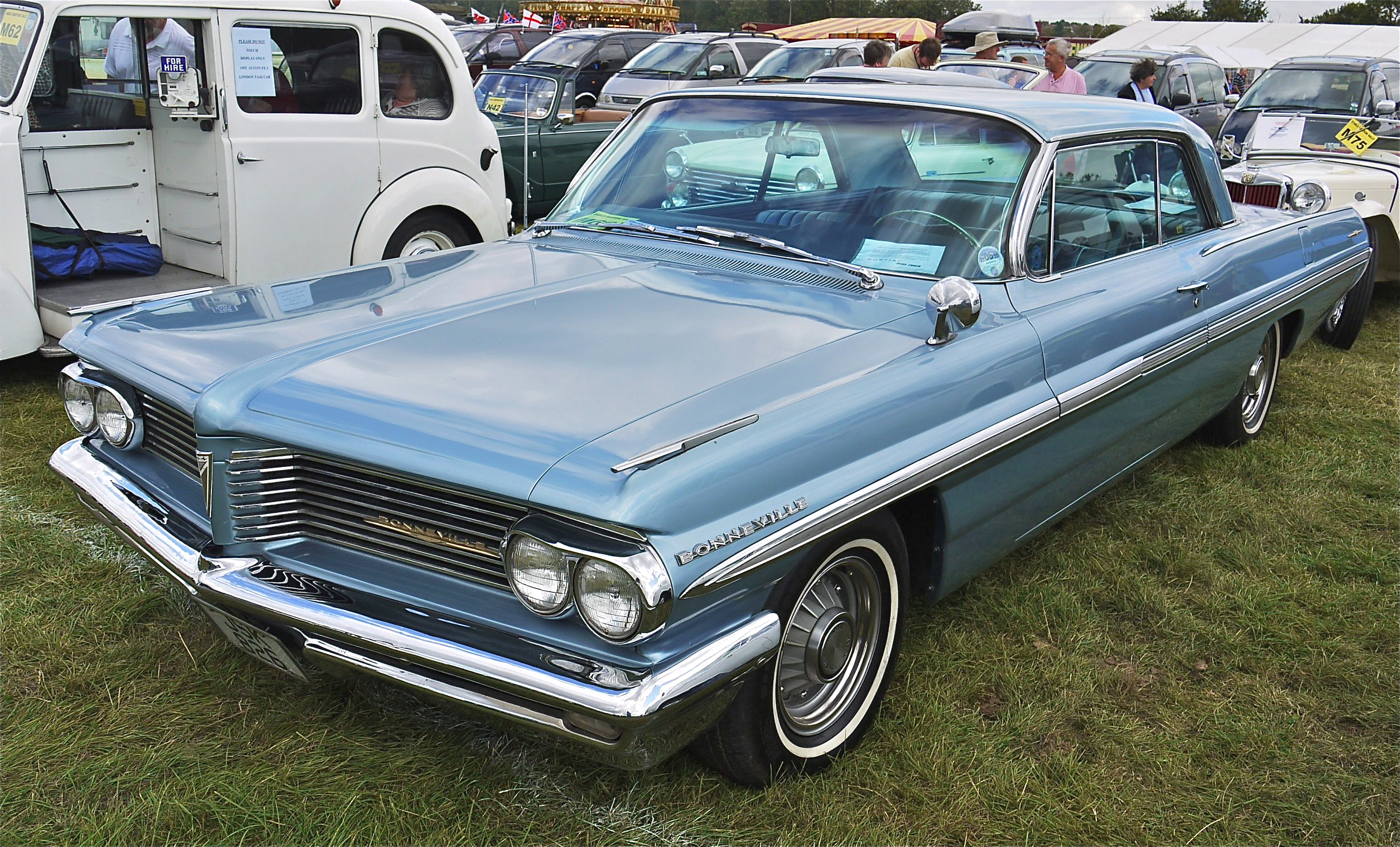
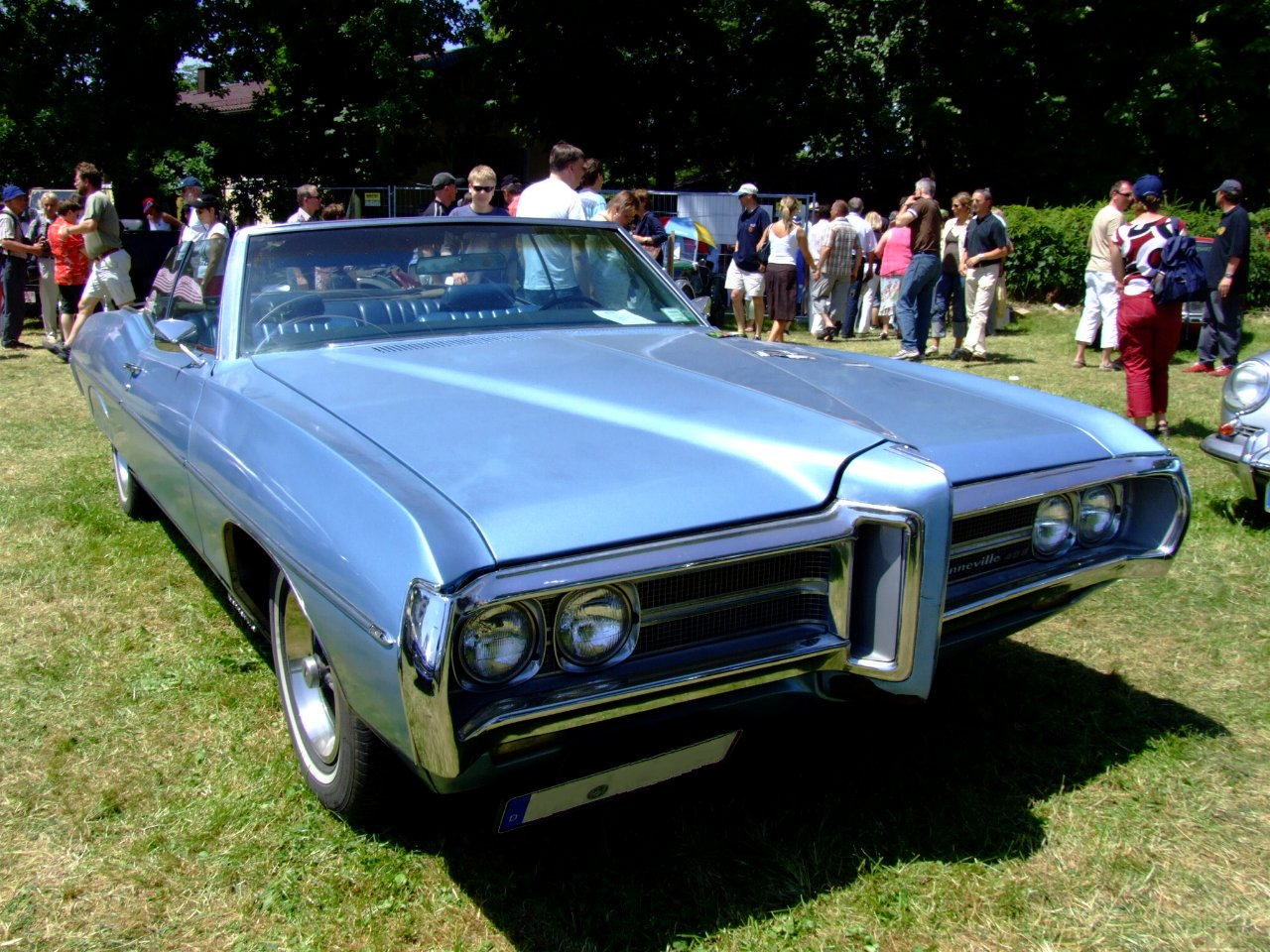
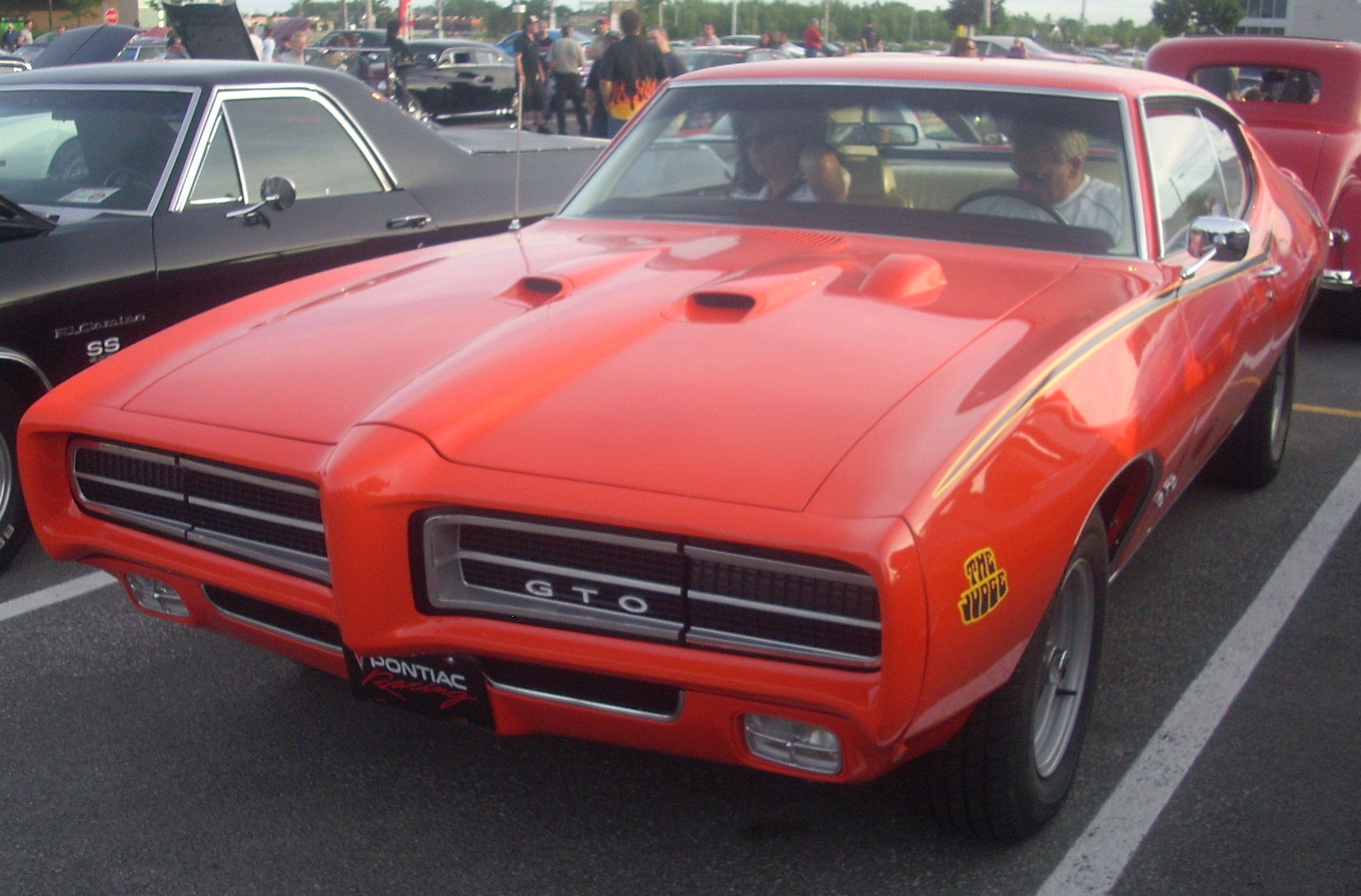
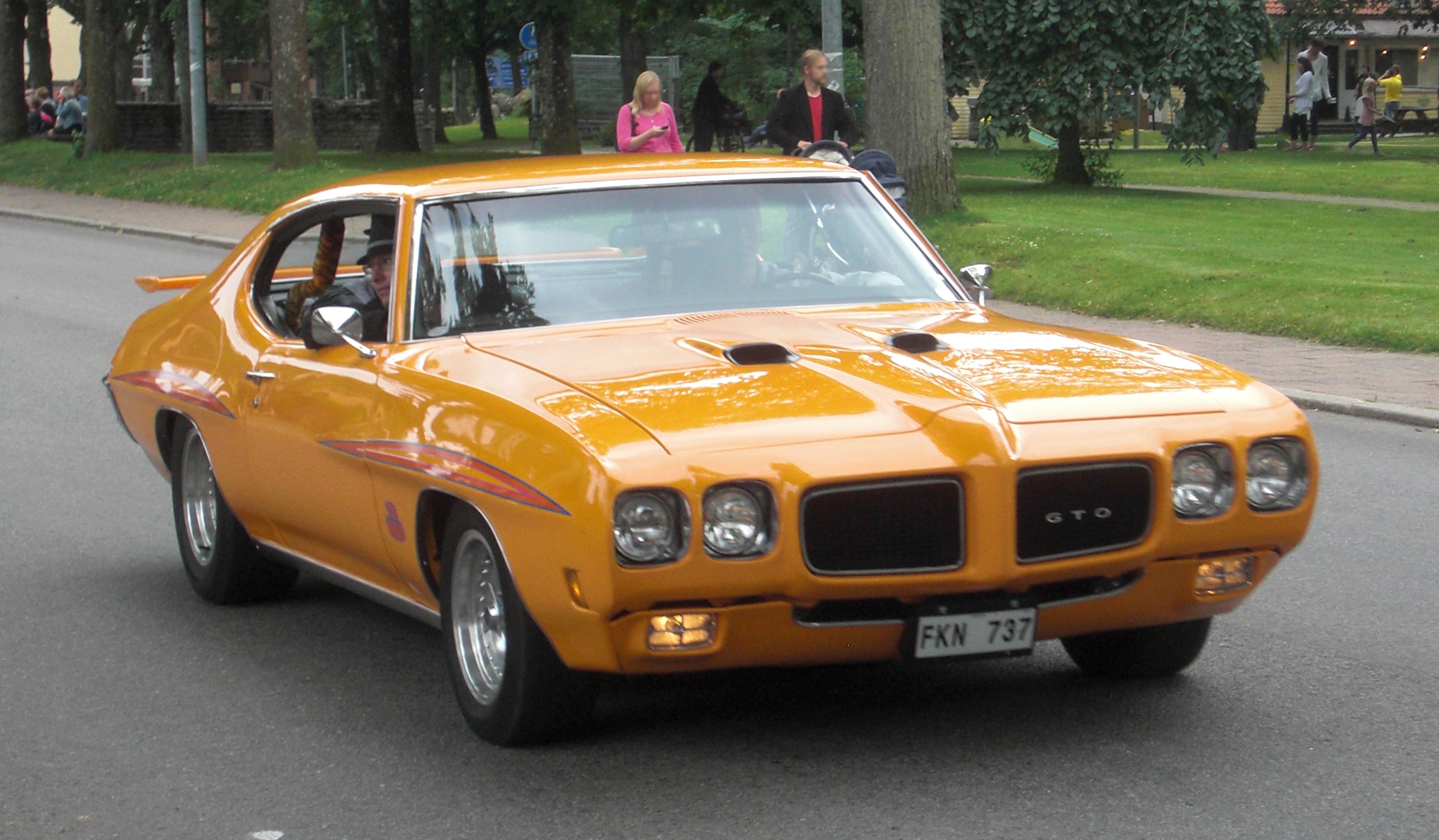
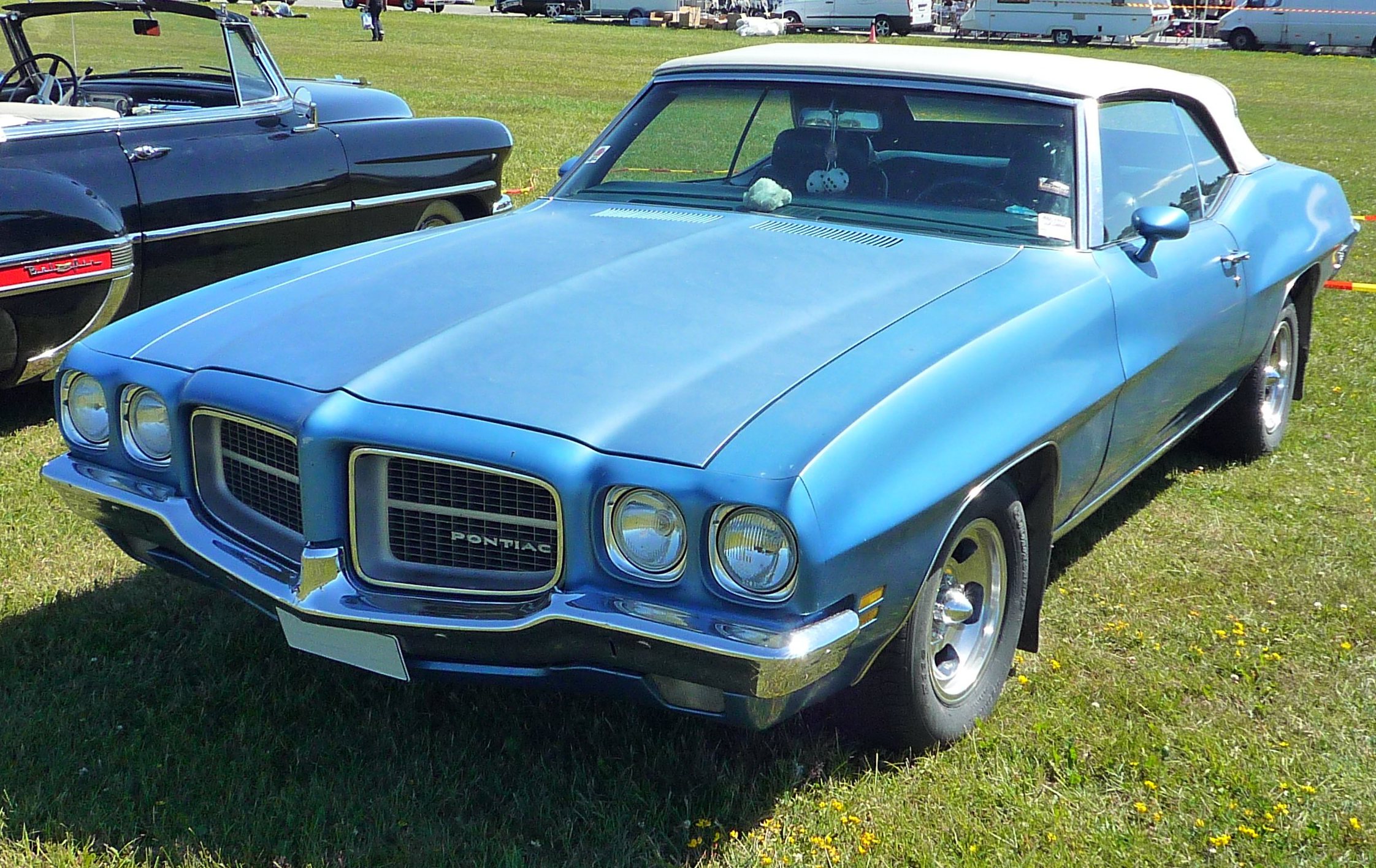
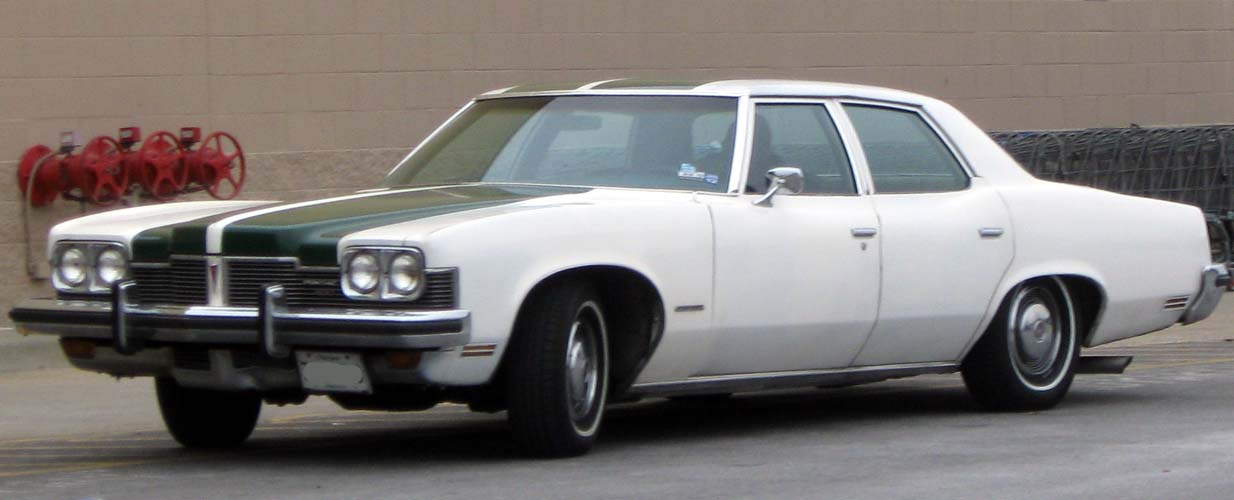
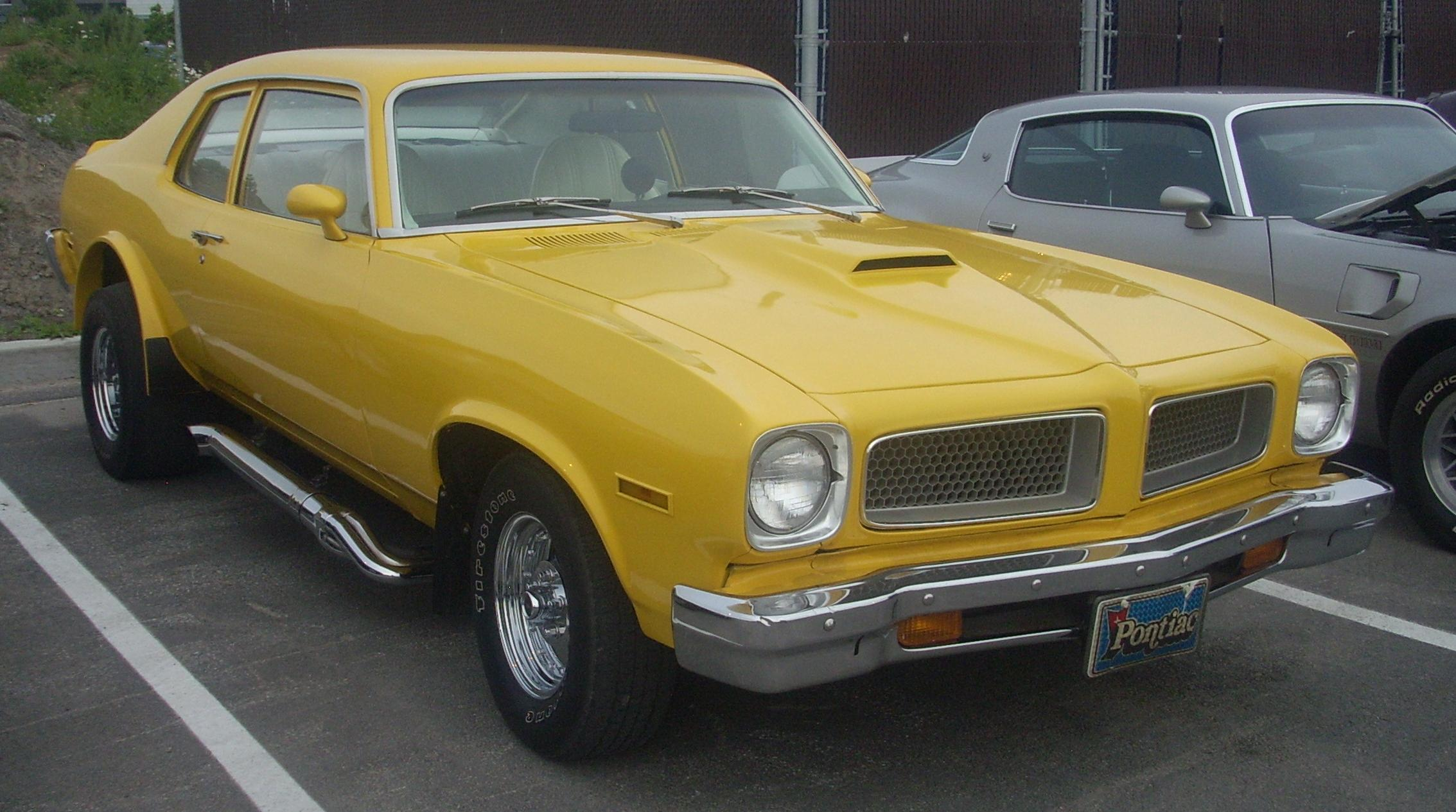
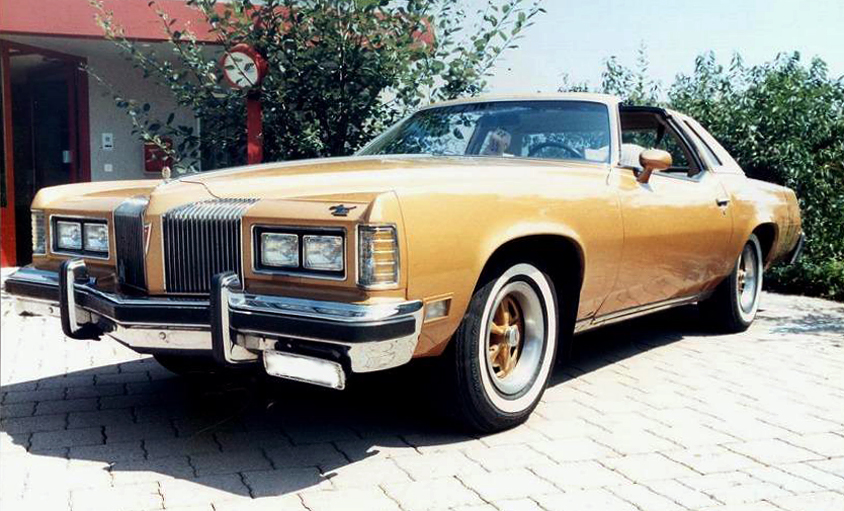
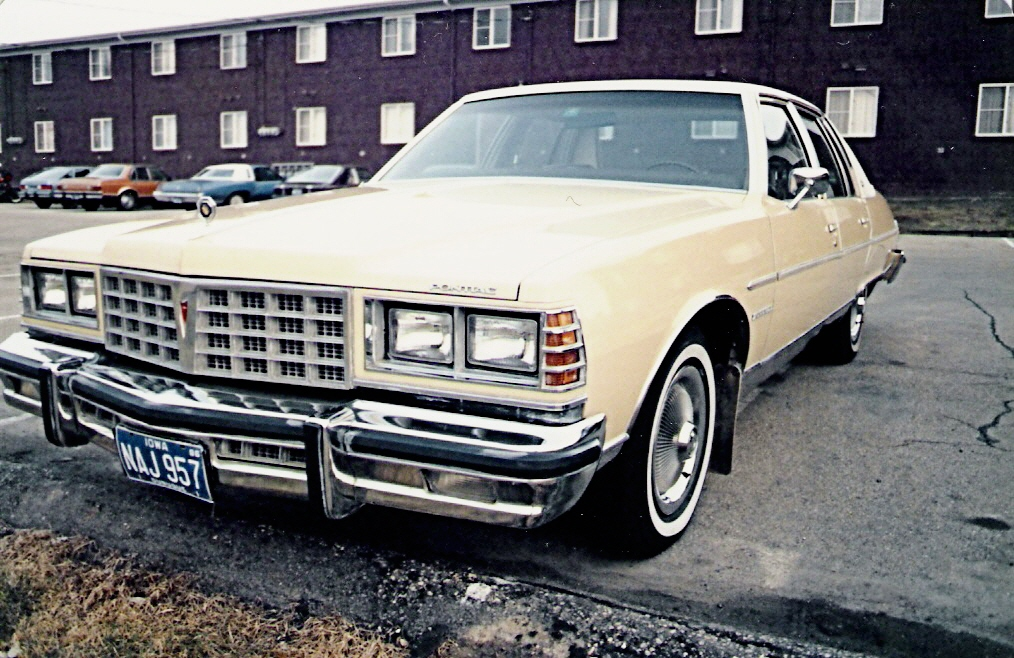
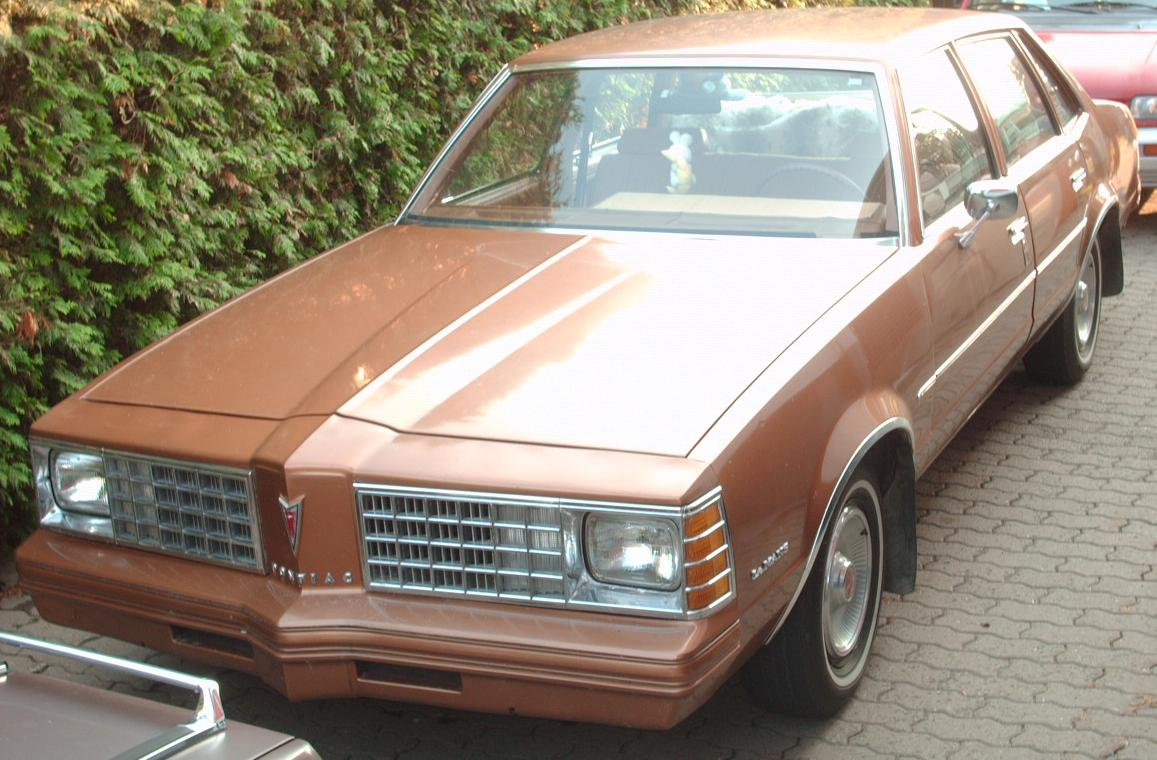
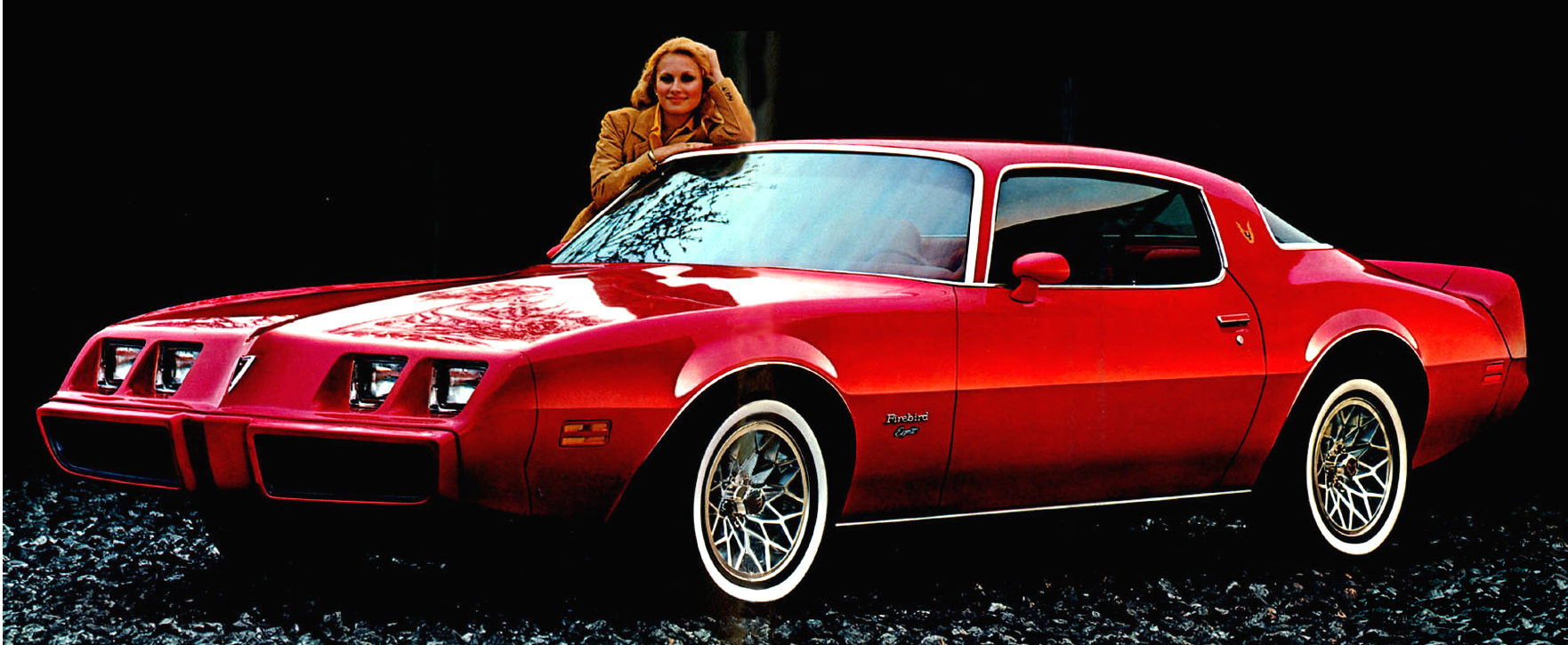
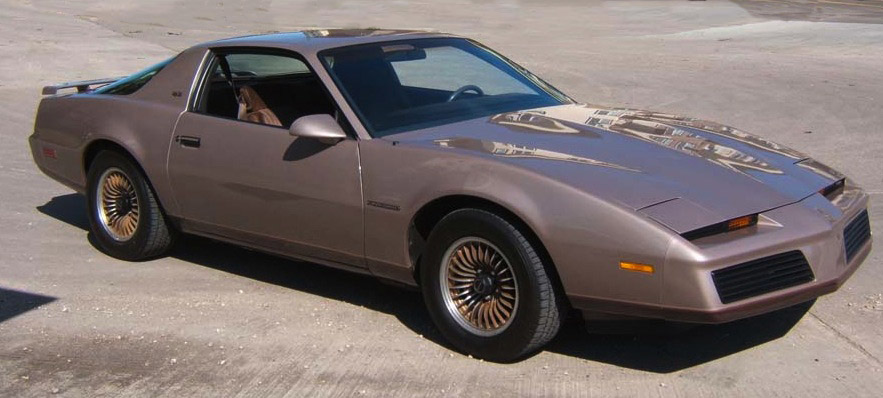
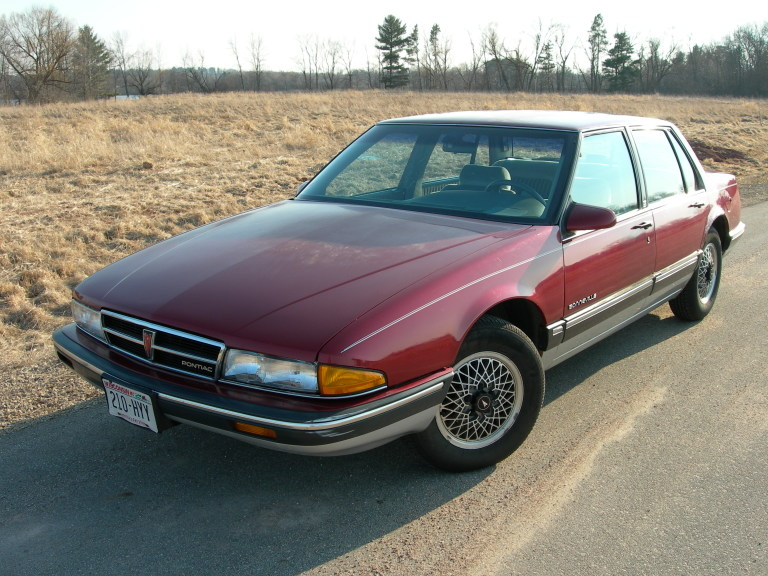
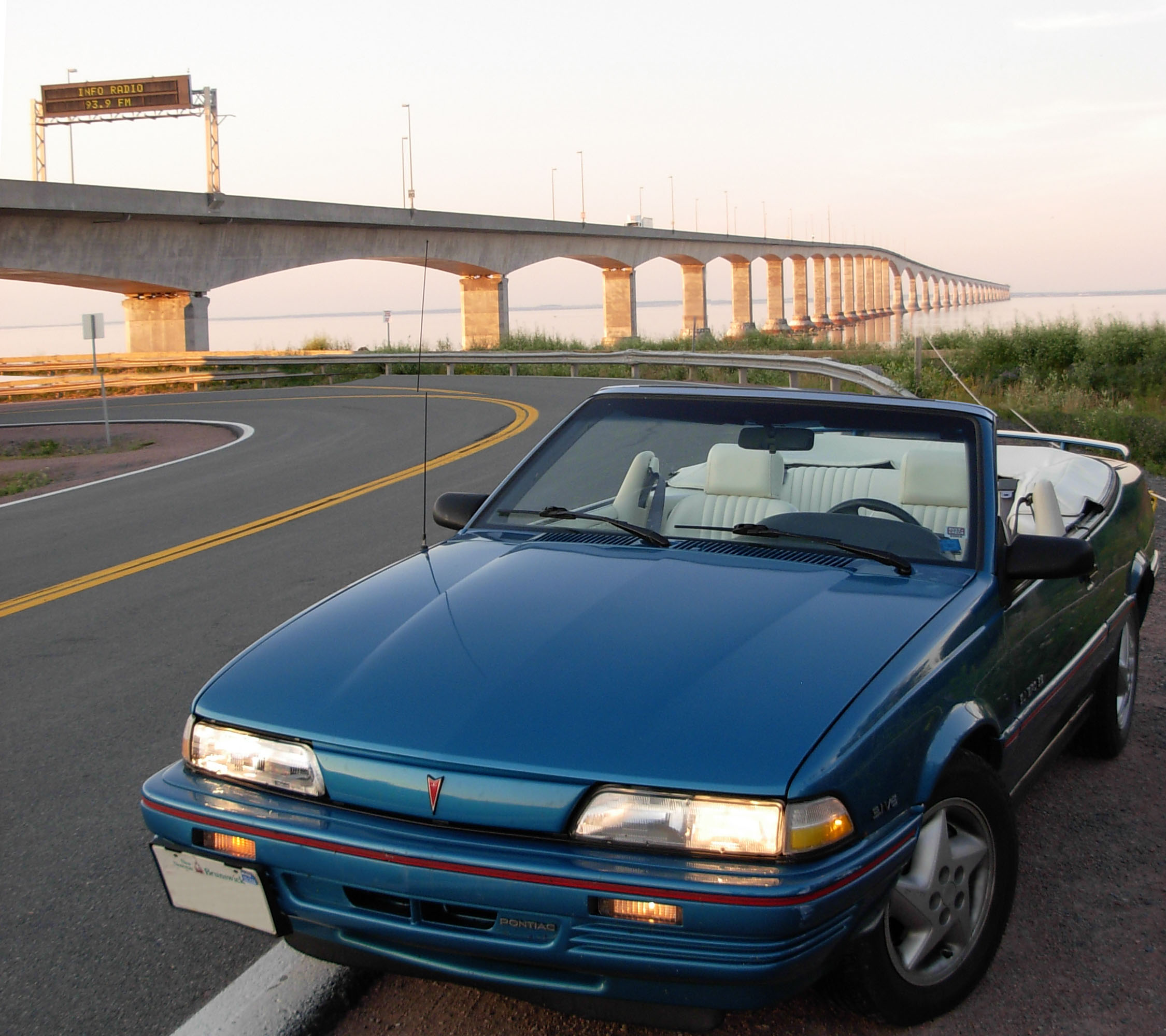
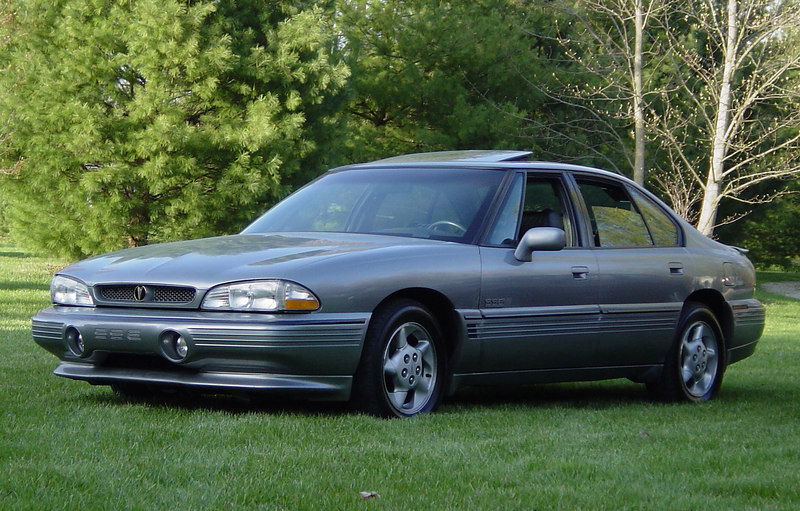
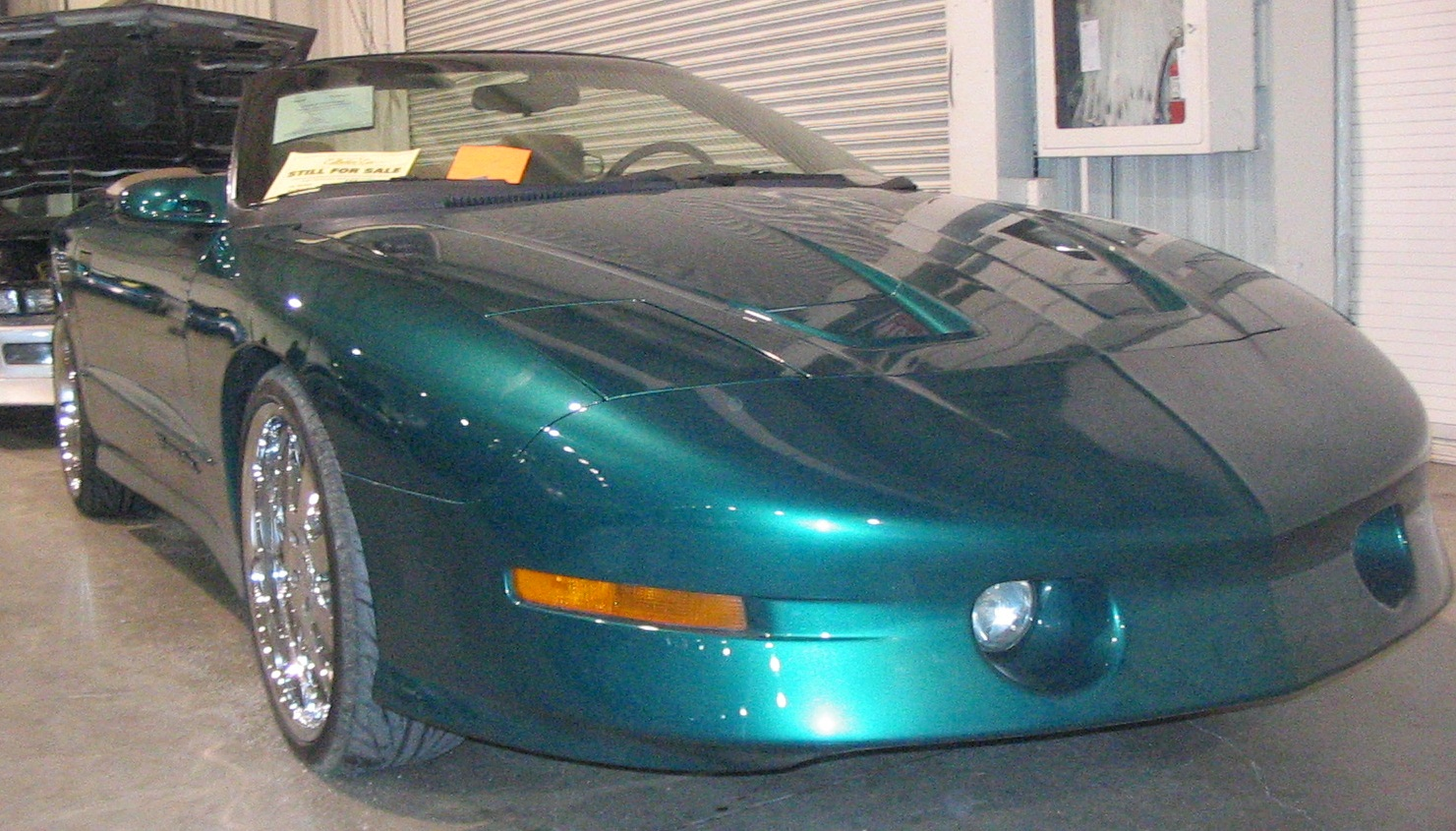
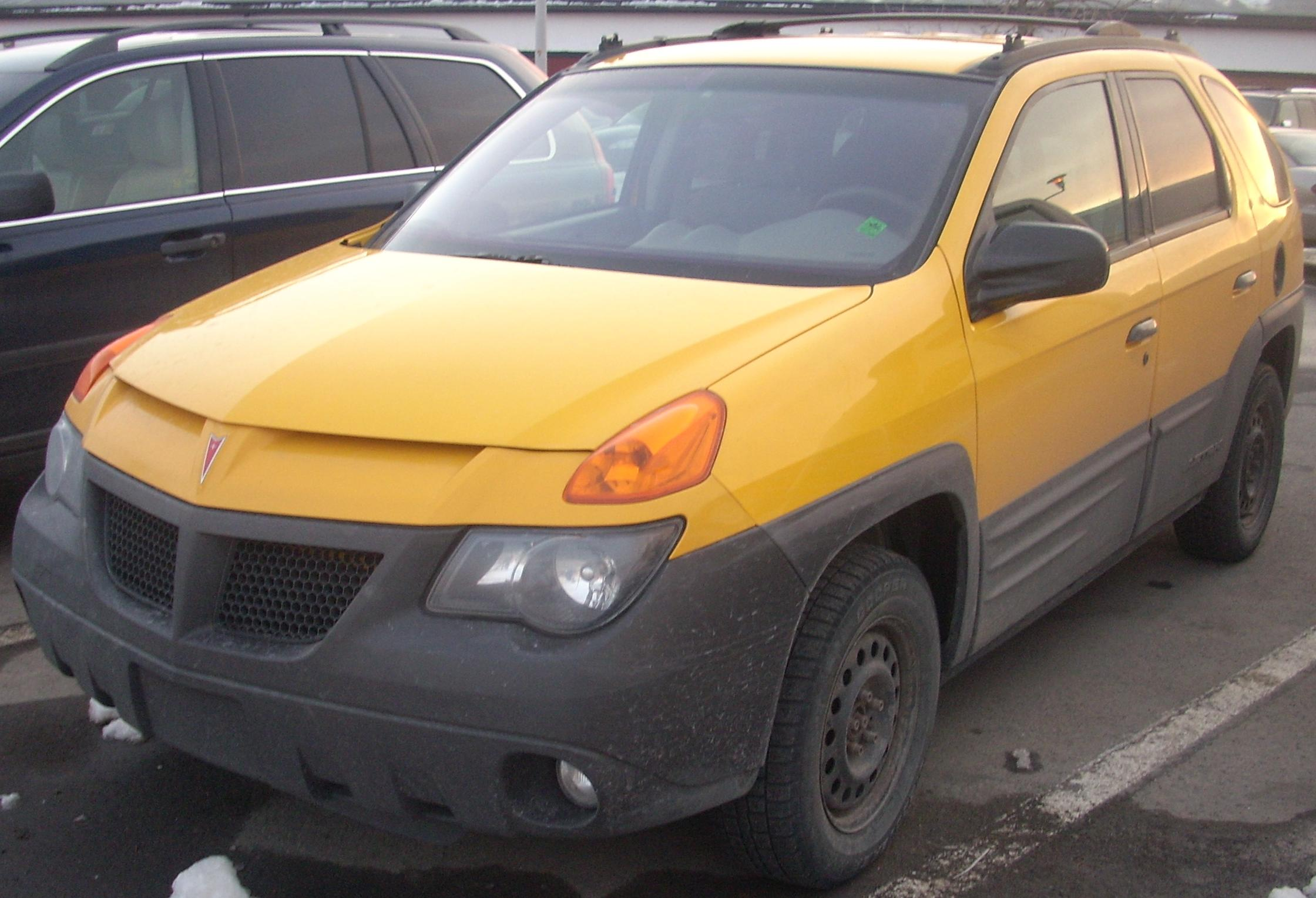
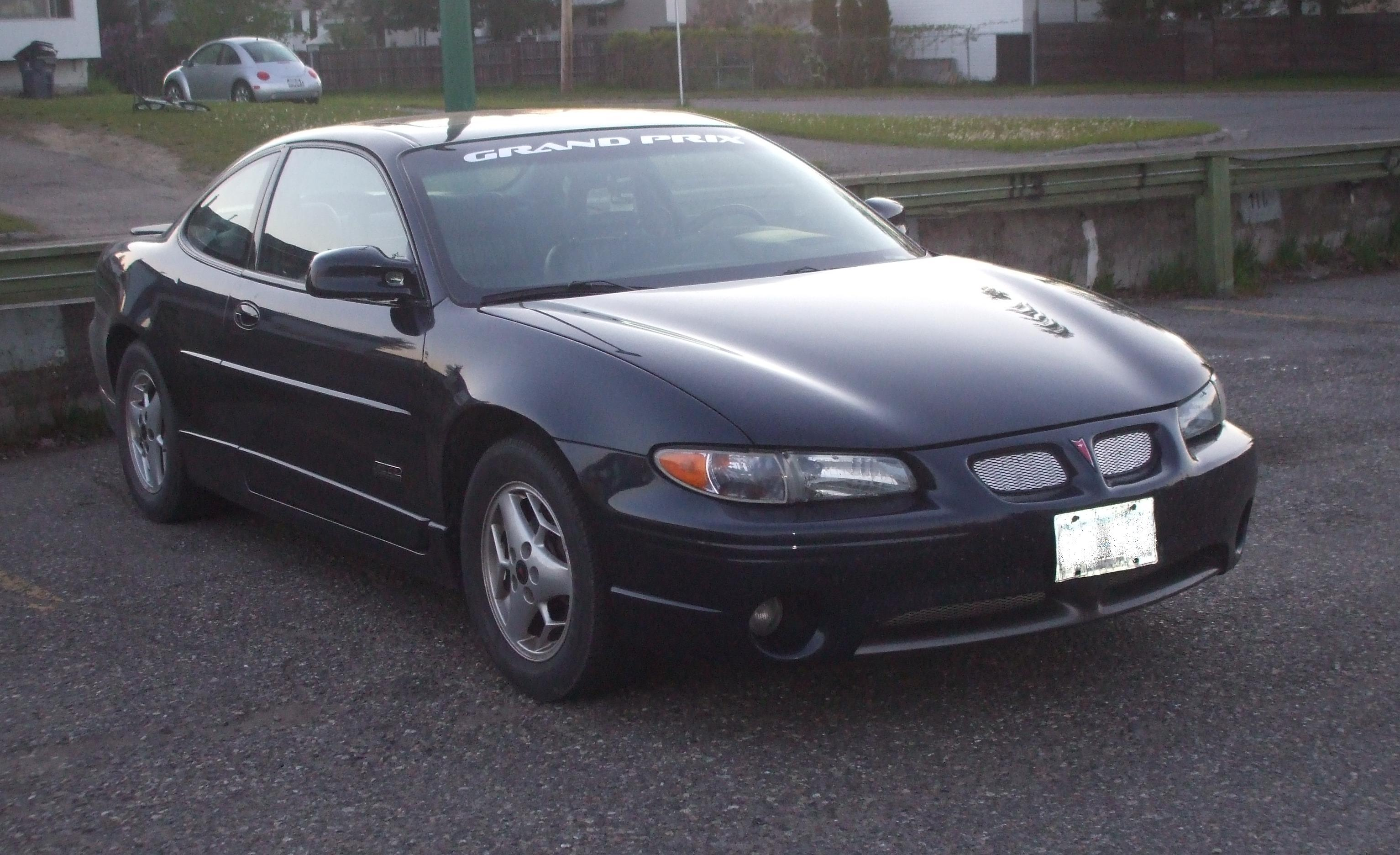
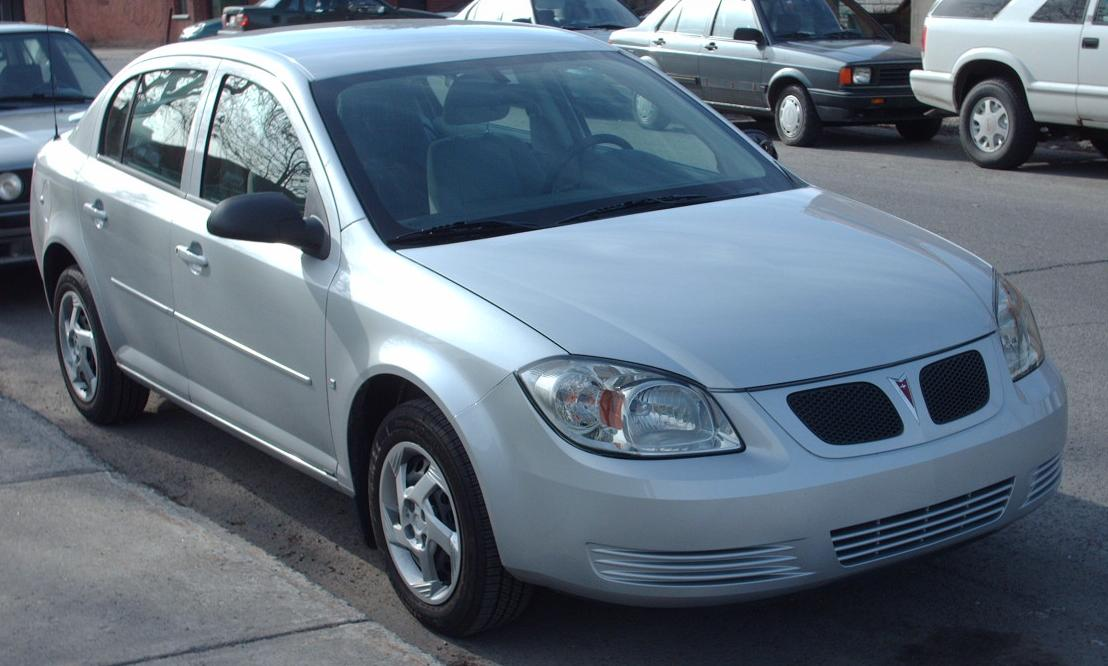
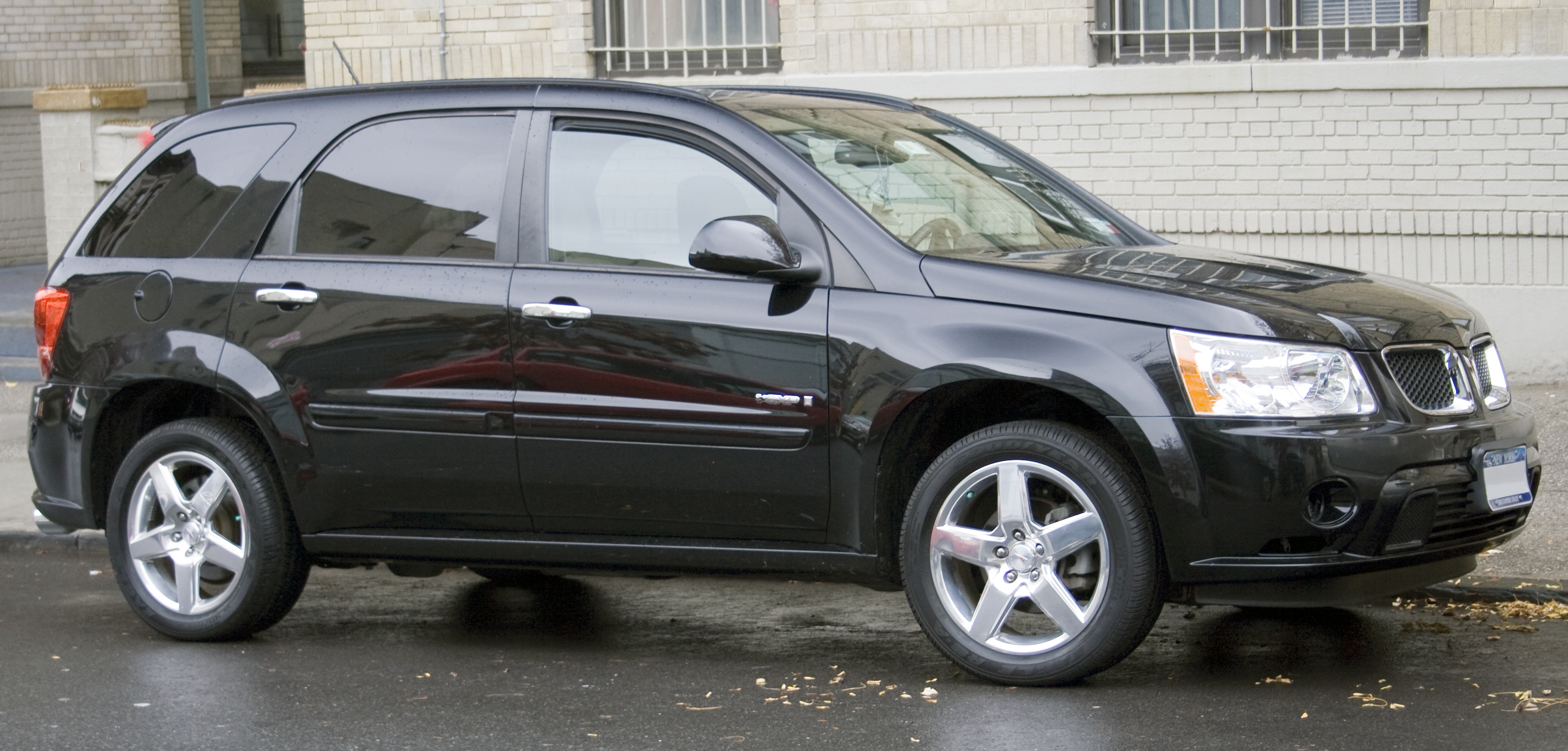
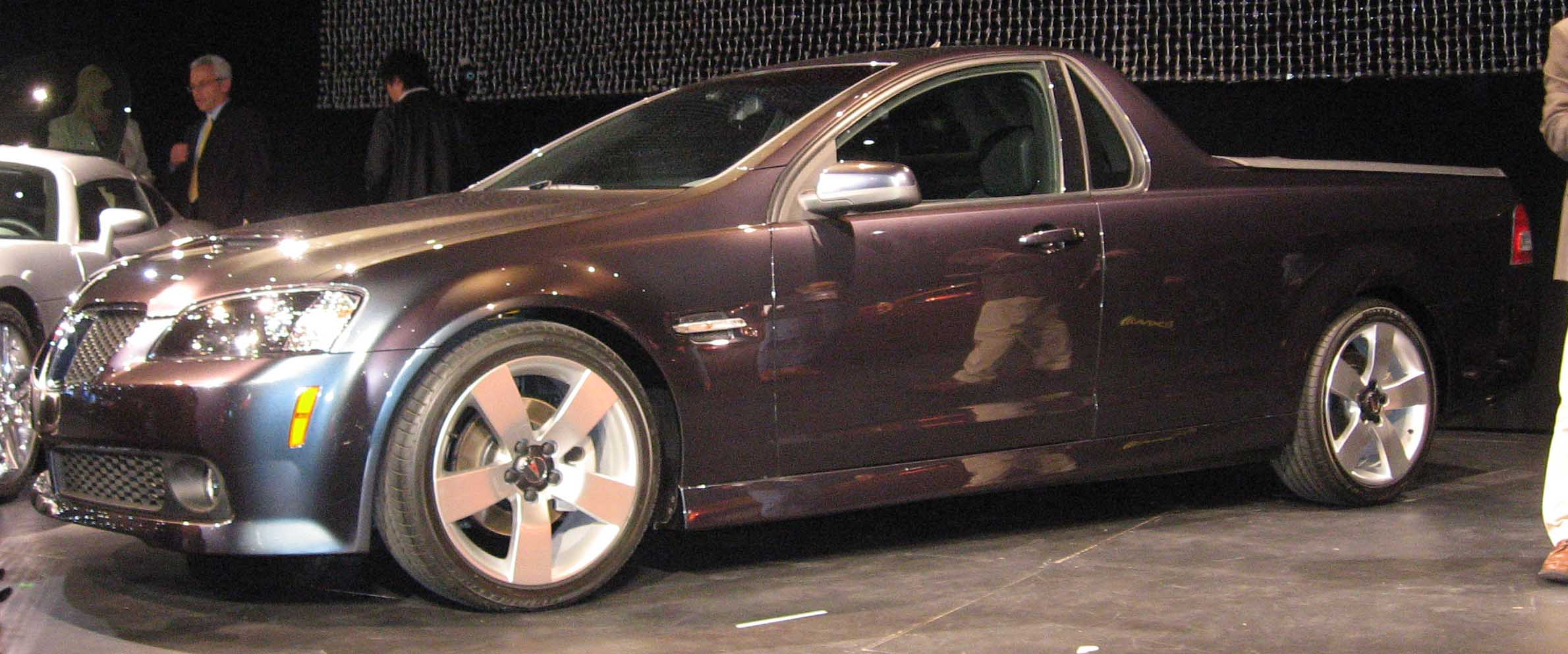